# Història del vol espacial

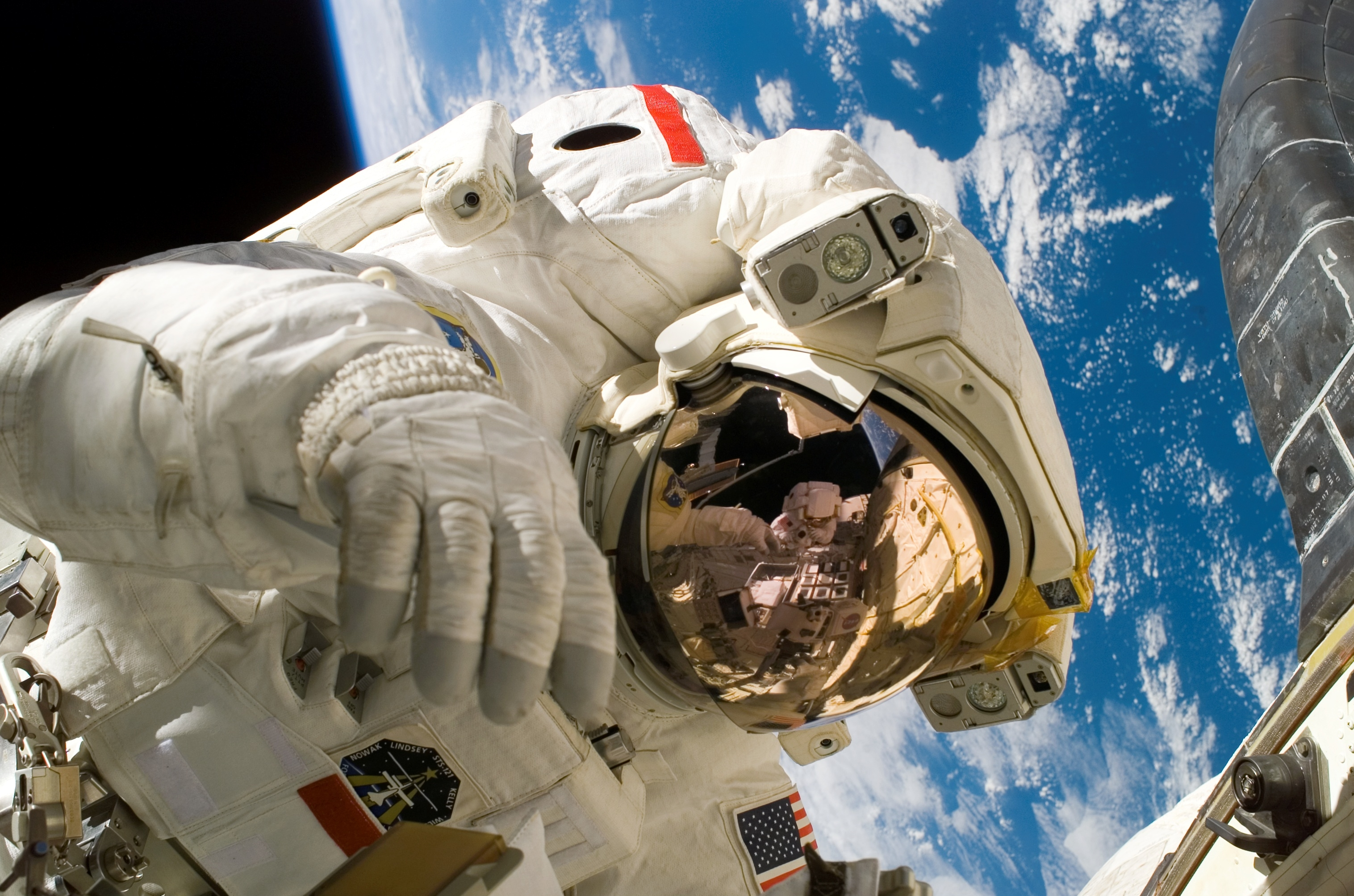
L'astronauta Piers Sellers durant la tercera activitat extravehicular de la missió STS-121

La història del vol espacial comprèn els intents de l'ésser humà d'explorar l'univers i els objectes celestes del sistema solar mitjançant dispositius robòtics (satèl·lits, sondes i robots) o naus espacials controlades pels equips humans a l'espai.
La idea d'enviar un home o objecte a l'espai ha estat objecte de discussió de filòsofs i novel·listes centenars d'anys abans que fos factible tècnicament. Durant la segona meitat del segle xx, gràcies al desenvolupament de motors de coet adequats, amb els progressos de l'aviònica i la millora dels materials, l'enviament d'una nau espacial va passar del somni a la realitat.
Aquest progrés tècnic arribà a la darreria de la Segona Guerra Mundial gràcies als avenços alemanys en el camp dels coets, que va propiciar els esdeveniments d'aquest camp durant la segona meitat del segle xx. La història del vol espacial estigué marcada, en primer lloc, per una forta competència entre els Estats Units i l'URSS per motius de prestigi nacional lligats a la guerra freda. Aquesta competició va arribar al seu clímax amb l'enviament dels primers homes a la Lluna. Durant les dècades següents, les agències espacials es van concentrar a enviar persones a l'espai gràcies el transbordador espacial i les Soiuz juntament amb les estacions espacials. Vers la fi del segle xx, només cinquanta anys després del començament de la cursa espacial, el panorama ha canviat significativament: les lluites ideològiques han donat pas a la col·laboració internacional, l'Estació Espacial Internacional, i el llançament de satèl·lits s'ha estès àmpliament en el sector privat, amb diverses companyies pioneres com Arianespace. Les agències espacials nacionals o internacionals han dominat històricament l'espai com l'ESA o la NASA, però en els últims anys diverses empreses han realitzat vols espacials privats. El turisme espacial recau dins d'aquest àmbit, ja que les empreses s'associen amb agències espacials, generalment pel desenvolupament de la seva pròpia flota de naus espacials. Abandonats durant quaranta anys, els projectes d'enviar persones o construir una base a la Lluna o a Mart també són temes d'actualitat.

## Inicis

### Utopies

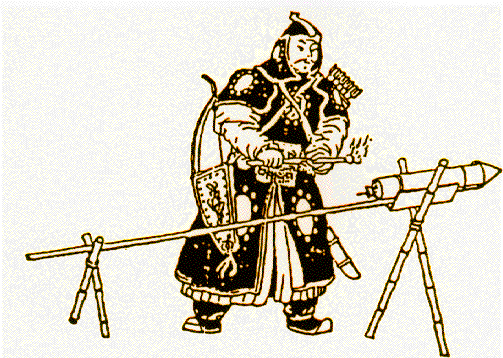
Un soldat xinès encenent un coet

La idea de viatjar a l'espai per arribar a un altre planeta o la Lluna és molt antiga; les primeres històries sobre aquest tema eren bastant fantasioses perquè el seu objectiu no era tècnic, sinó filosòfic. L'any 125, el sirià Llucià va escriure en grec Històries veritables (Ἀληθῆ διηγήματα), una narrativa que descriu el viatge d'Odisseu a la Lluna al ventre d'una balena, on va assistir a una guerra entre Selenites i els habitants del Sol. Llucià, de fet, criticava la societat del seu temps.

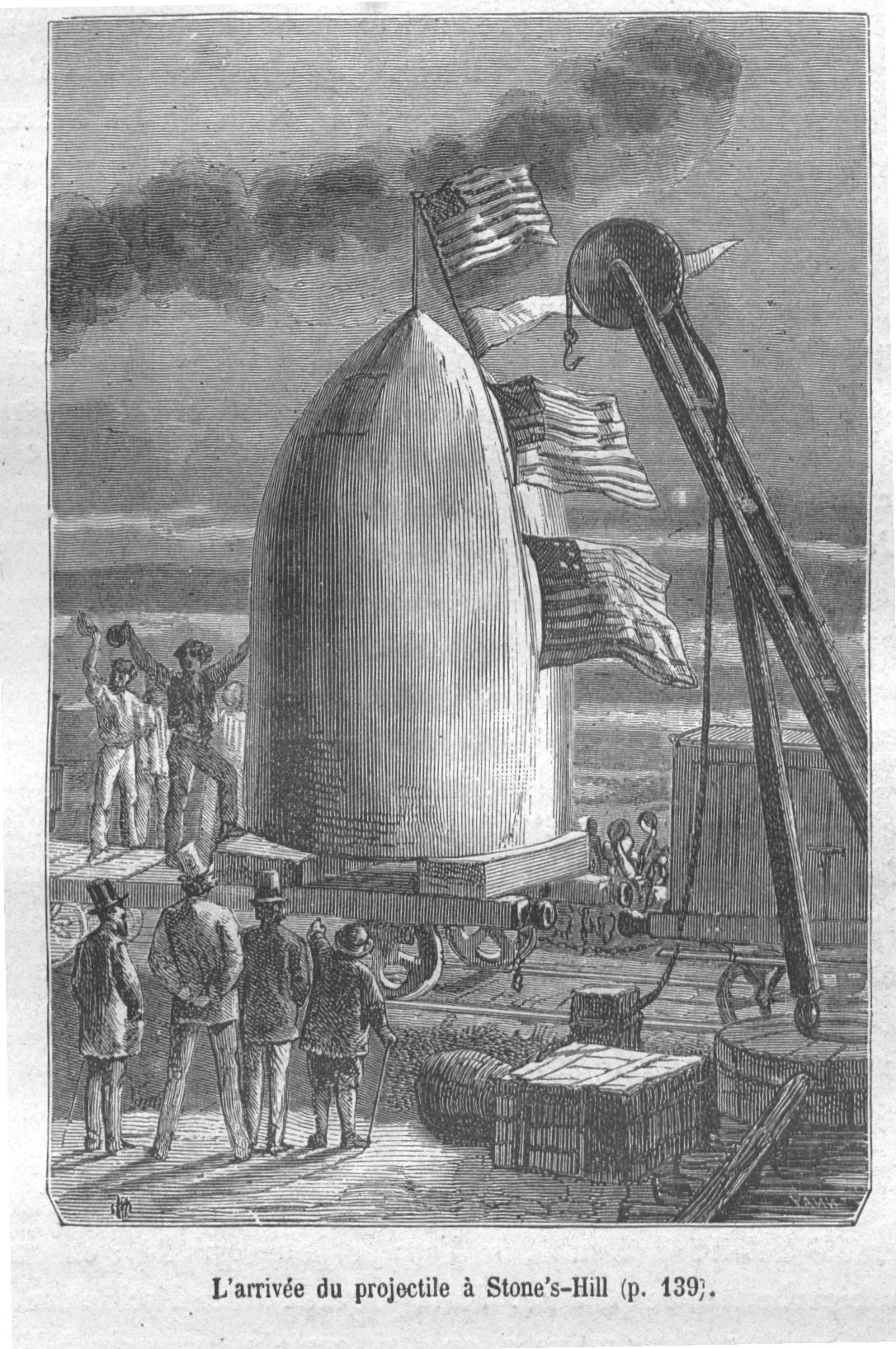
Columbia, la nau de Jules Verne

Els primers coets de la història eren armes o projectils, lluny de la visió espacial actual. Van ser inventats a la Xina, al voltant del segle xiii. El primer registre escrit és la crònica de Dong Kang mu, el 1232, que explica com les van utilitzar contra els mongols durant l'atac a la ciutat de Kaifeng. També és possible que estenguessin el concepte del coet durant la invasió d'Euràsia. Els coets eren llavors tubs de paper o cartró que contenien la pólvora, els llançaments eren incontrolables, i fins i tot perillosos per als qui els manipulaven. Existeix el mite a la Xina de Wan Hu, un funcionari xinès del segle xvi, que va tractar d'arribar a la Lluna amb una cadira a la qual es van muntar 47 coets. Tot i les millores graduals dels coets, l'afegiment d'un sistema de guia, aletes d'estabilització, l'ús del ferro, tècniques que els fan més segurs, més estables i potents, i els coets d'artilleria van substituir finalment la funció d'arma.
El 1648, el bisbe anglès Francis Godwin va escriure Viatges quimèrics al món de la Lluna, i en el 1649, Cyrano de Bergerac va descriure vuit tècniques possibles per volar a la Lluna, i quatre per arribar al Sol. Un d'aquests processos és un conjunt de propulsors encesos successivament, enfocament similar als coets moderns multitram. Amb això, aquests texts encara formen part d'objecte filosòfic, i no tècnic o d'anticipació tecnològica.
El tema es va fer més comú i tècnic al segle xix, però amb nombroses improbabilitats. Per exemple, la novel·la De la Terra a la Lluna de Jules Verne, publicada el 1865 i distribuïda a tot el món, narra un viatge a la Lluna a bord d'un projectil disparat des d'un canó gegant. Jules Verne va cometre l'error que no s'adonà que els viatgers podrien quedar greument ferits a causa de l'acceleració enorme de l'impuls, però amb raó, explica al seu llibre que el gos que acompanya el protagonista se separa de la nau en el viatge per l'espai i que continua seguint el seu moviment al llarg d'una trajectòria paral·lela a la nau. Aquest fenomen exacte però molt intuïtiu, mostra l'enfocament científic del tema per l'autor. A Un habitant del planeta Mart escrit per Henri de Parville el 1865, es narra la ciència utilitzada per deduir l'origen marcià d'un cos extraterrestre a la Terra. Achille Eyraud imagina en el 1865 en el Viatge cap a Venus una nau de reacció. Més tard, el 1901, H. G. Wells va publicar Els primers homes a la Lluna, novel·la en la qual es permet el viatge espacial amb un material anomenat «cavorita» que neutralitza els efectes de la gravetat.

### Idees i proves dels pioners

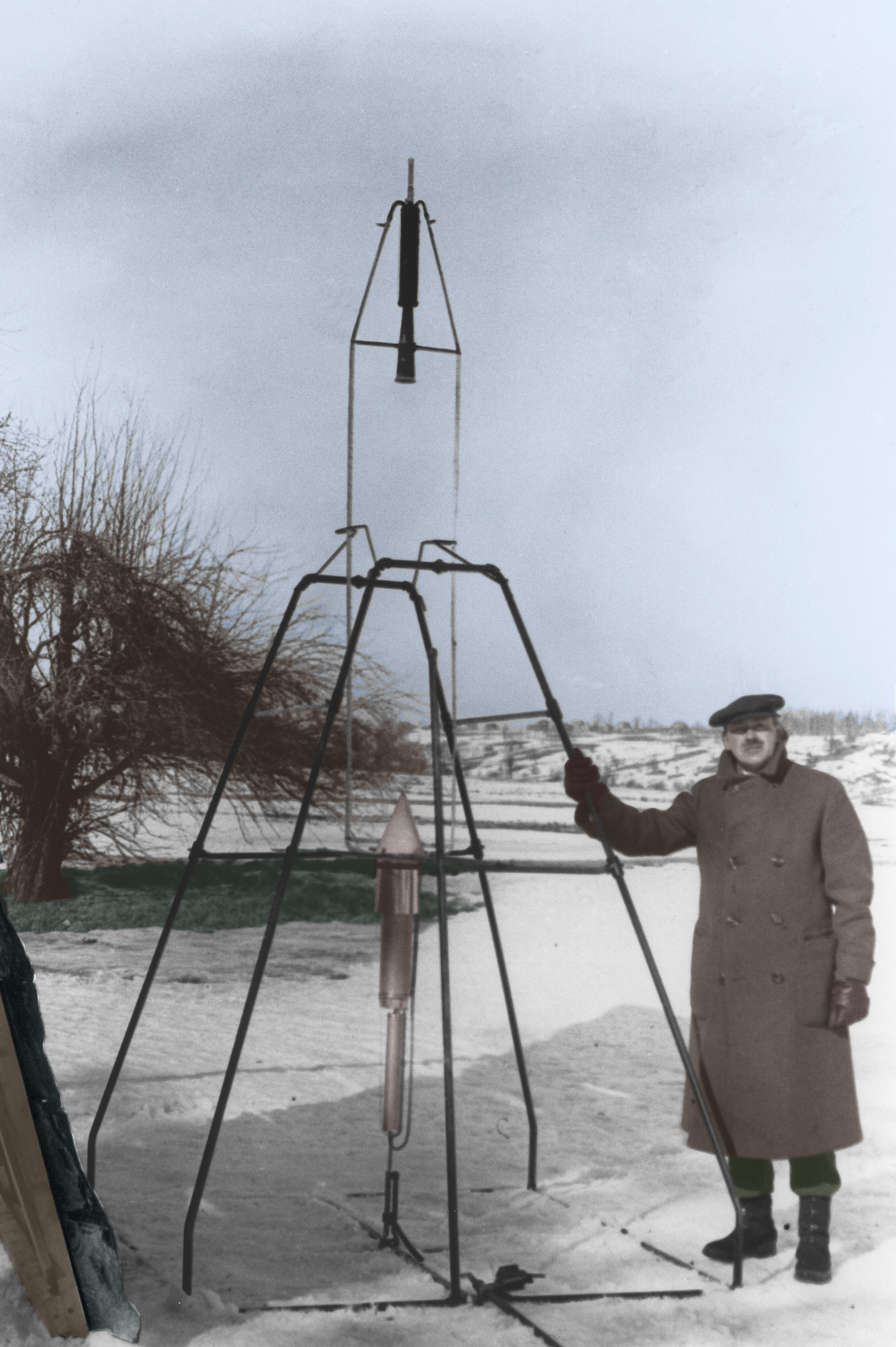
Robert Goddard es presenta davant del seu coet.

Totes aquestes històries es va mantenir utòpiques tot i les explicacions temptatives i invencions tècniques, ja que molt poques persones consideraven seriosament el viatge espacial. D'altra banda, la ciència i la tecnologia de l'època van començar a permetre proves estrictes sobre el llançament i l'alliberament de la gravetat terrestre.
Al començament del segle xx, a Rússia, un mestre anomenat Konstantín Tsiolkovski va concebre un "motor de reacció" capaç d'assolir velocitats necessàries per arribar a l'òrbita i explorar el buit de l'espai. Va imaginar les etapes dels coets, el concepte de l'estació espacial, l'ús de combustibles líquids per barrejar oxidant i carburant substituint la pólvora, que no és rendible utilitzar per a la combustió en el buit de l'espai, ja que no és prou energètica. Va escriure textos recopilant les idees, però estaven limitades per la tecnologia de l'època, ja que no van passar a la pràctica. Va ser poc conegut durant la seva vida, però retrospectivament se'l considera un pioner.
Poc després, a partir de l'any 1909, Robert Goddard, un professor universitari als Estats Units, va treballar en la realització dels coets multitram i de propulsió líquida, i va presentar les seves patents corresponents. Va començar a realitzar prototips, que van ser finançats pel Smithsonian Institute i, en la Primera Guerra Mundial, per l'Exèrcit dels EUA. Konstantín Tsiolkovski havia passat bastant desapercebut pels seus col·legues i era objecte de burles pels periodistes de l'època. Per exemple, el 13 de gener de 1920, l'editorial del New York Times va criticar les idees de Goddard, que va acusar d'ignorància: «[…] Of course he only seems to lack the knowledge ladled out daily in high schools» («Sembla que li falta el coneixement del nivell escolar»); el diari es va disculpar el 17 de juliol de 1969 quan la tripulació de l'Apollo 11 estava en camí cap a la Lluna («The Times lamenta l'error»). Goddard va construir el seu primer coet de propulsió líquida, anomenat 'Nell', que es va enlairar el 16 de març de 1926, amb un vol de 2,5 segons i de 13 metres d'altura. Amb el finançament de Daniel Guggenheim, es va traslladar a Roswell, a Nou Mèxic. Malgrat tot, la importància del seu treball era poc reconeguda per la població o l'exèrcit de l'època quan era viu.
Al mateix temps a l'Alemanya, Hermann Julius Oberth també treballava en coets, i va publicar el 1923, la tesi Die Rakete zu den Planetenräumen (‘El coet a l'espai interplanetari’) per a un doctorat que va ser denegat, i més tard el llibre Wege zur Raumschiffahrt  (‘Rutes per als viatges espacials') el 1929. Les seves idees van ser més ben rebudes en una Alemanya que estava en creixement, on els coets es van provar fins i tot com a propulsió de cotxes, com el RAK-2 provat per Fritz von Opel, que va atènyer la velocitat de 230 km/h el 1928. Les proves d'aquests coets encara romanien incertes; Oberth va perdre la visió d'un ull per l'explosió d'un coet en la gravació de l'anunci publicitari de la pel·lícula Una dona a la lluna, de Fritz Lang. Aquesta explosió va ser seguida d'una altra en operar un motor de coet de combustible líquid, el 7 de maig de 1931.

### Societats astronàutiques
Encara que el viatge espacial era un tema insensible per a una gran part de la població, a la fin de siècle, alguns entusiastes es van reunir en «societats d'astronàutica» a diferents països.
El 1927, animat per Johannes Winkler, es va crear a Breslau la Verein für Raumschiffahrt (VfR) (‘Societat per al Vol Espacial’). S'hi van afegir també Hermann Oberth i l'estudiant Wernher von Braun, Max Valier o Willy Ley entre d'altres. Winkler va llançar el primer coet d'ergol líquid d'Europa el febrer de 1931, Rudolf Nebel i Klaus Riedel van provar el seu coet Mirak que va arribar a més d'un quilòmetre d'altitud. L'exèrcit alemany va oferir assistència financera, però la VfR, després d'un acalorat debat, s'hi va negar. Després de l'arribada al poder del partit nazi, l'associació va actuar cautelosament, afegint dificultats i prohibint les proves de coets civils. A conseqüència, per continuar la investigació, alguns membres com von Braun es van allistar a l'exèrcit alemany, sempre interessat en aquestes tecnologies, sota la direcció de Walter Dornberger.
La segona societat astronàutica important va ser creada a l'URSS el 1931: la Grouppa Izoutcheniïa Reaktivnovo Dvijeniïa (GIRD) (en català, «Grup d'estudi del moviment a reacció»), que va ser dividida en equips locals (primer a Moscou i després a Leningrad), amb membres importants com Serguei Koroliov i Mikhail Tikhonravov. El novembre de 1933, la GIRD-X de combustible líquid (alcohol i oxigen) va volar a vuitanta metres. A més d'aquests grups sorgits a l'URSS, el Laboratori de dinàmica dels efectes del gas (GDL), creat el 1928, va reunir Nicolas Tikhomirov i Vladimir Artmeyev, i acompanyats per Valentin Glouchko. Els dos grups principals, el GIRD i el GDL, es van fusionar per formar l'«Institut de Recerca de Propulsió a Reacció» (RNII), però aquest nou institut va ser abandonat per conflictes interns i les dissensions entre els integrants dels grups anteriors. En les investigacions més serioses, alguns dels seus membres, com Koroliov i Toukhtchevski, van ser víctimes de les purgues estalinistes.
Les associacions astronàutiques es van formar també en altres països, amb l'American Rocket Society, la British Interplanetary Society o la Société astronomique de France.

### V2, primer míssil operacional

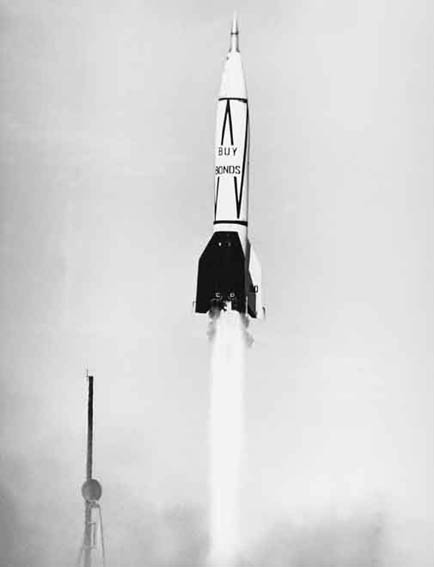
Llançament del V2.

Amb el suport de l'exèrcit alemany, els antics membres de la VfR van concebre la sèrie de coets A, que funcionaven amb alcohol etílic i oxigen líquid. El primer, l'A1, va explotar al camp de llançament, els A2 (denominats 'Max' i 'Moritz') es van llançar amb èxit el 19 i 20 de desembre de 1934 a Borkum. Aquests estaven equipats amb un dispositiu estabilitzador giratori que tenia l'efecte d'un giroscopi, el que els va permetre arribar als 2000 metres. L'exèrcit estava interessat en els resultats i van invertir en la investigació; l'equip dirigit per von Braun va anar a Peenemünde. En aquell moment s'estava preparant per a la guerra, Alemanya desitjava tenir un míssil més massiu, i va començar el projecte de l'A3 en el 1936. El coet seria més potent amb 1500 kg d'empenyiment durant 45 segons, i podia transportar una ogiva de 100 kg a 260 km. Els assajos que es van dur a terme el 1937 van demostrar que la tecnologia funcionava, tot i alguns defectes per corregir. Tot i que la guerra ja s'havia iniciat, i l'èxit de les armes convencionals, l'exèrcit va forçar el govern a aturar la seva despesa en noves tecnologies, com la investigació en astronàutica, ja que llavors semblaven més útils. Llavors hi havia el desenvolupament d'una nova versió, l'A4, però la producció dels quals era molt lenta, mentre que el projecte era més ambiciós que l'anterior: el motor que es va desenvolupar permetia 25 tones d'empenyiment.
Els dos primers llançaments de l'A4 es van produir durant el juny i l'agost del 1942, però van ser un fracàs: els coets es van estavellar després d'enlairar-se a causa de problemes del guiatge. En el tercer llançament, el 3 d'octubre de 1942, el coet va viatjar 192 km, i l'exèrcit alemany, que va començar a tenir problemes, es va interessar per aquesta nova arma, que li van posar el nom de V2. Tot i el gran equipament necessari per al llançament (una trentena de vehicles), malgrat la durada de les operacions de preparació (diverses hores) i tot i la manca de fiabilitat dels llançaments abans de la fi de l'any 1944, el míssil V2 va ser el primer míssil balístic operacional, dintre d'una plataforma de llançament mòbil. El míssil portava 750 kg d'explosius a 100 km d'altura, a velocitats de fins a 4 vegades la velocitat del so (a 5000 km/h). S'ha estimat, que es van produir aproximadament 6000 exemplars del V2, dels quals uns 3000 van ser utilitzats per a llançaments ofensius. D'altra banda, l'efecte dels V2 es va considerar que era més psicològic que tàctic, els danys causats per la caiguda de míssils a l'atzar van resultar menors en comparació amb els que van ser causats per les armes convencionals.

## Cursa espacial
La cursa espacial va ser una competència entre els Estats Units i la Unió Soviètica, que va durar aproximadament des de 1957 a 1975. Va suposar l'esforç paral·lel entre ambdós països d'explorar l'espai exterior amb satèl·lits artificials, d'enviar humans a l'espai i de posar a un ésser humà a la Lluna.

### El final de la guerra i el saqueig dels V2

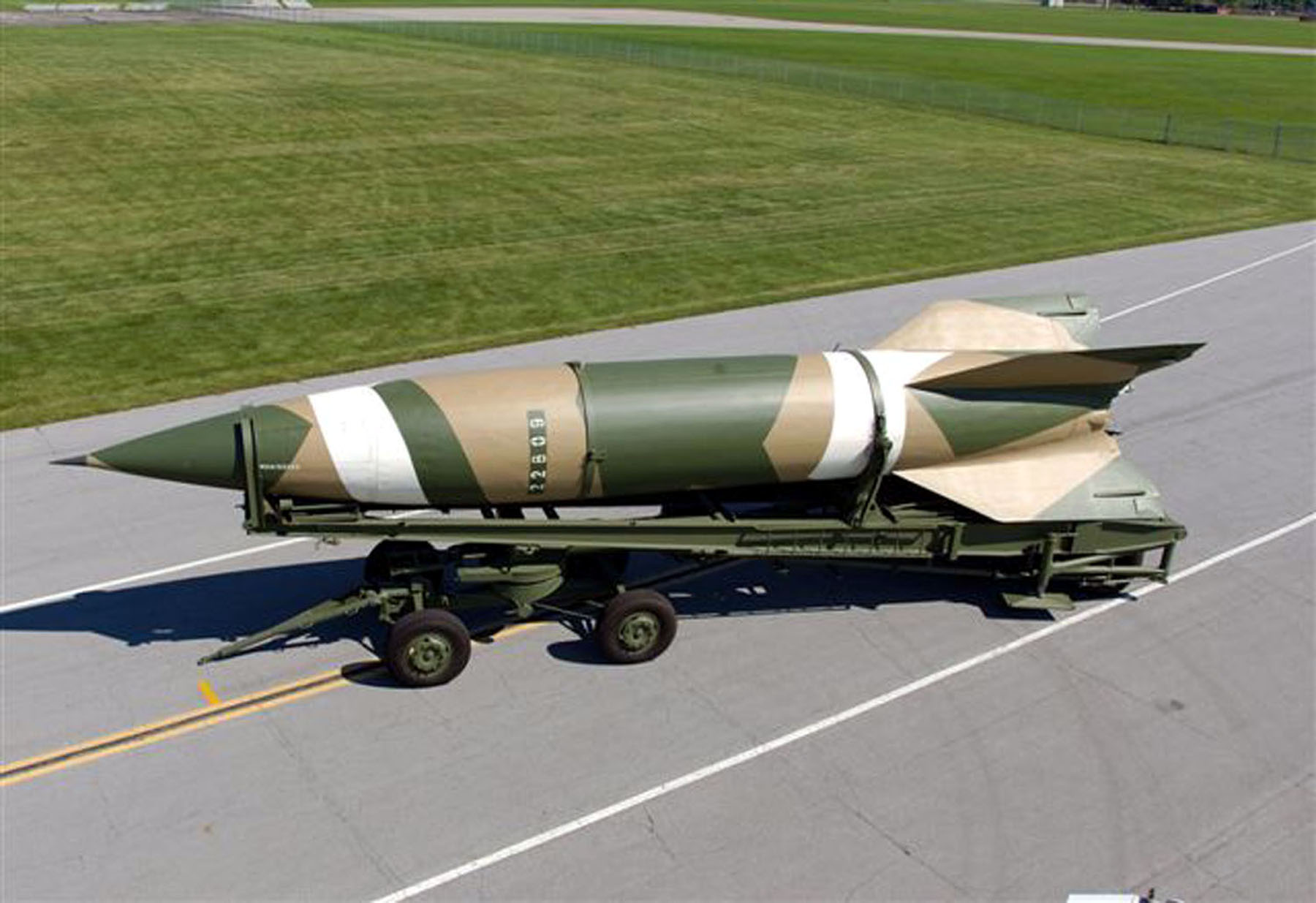
V2 recuperat per l'exèrcit americà.

Quan va arribar el final de la guerra a Europa, els Estats Units com també l'URSS, van comprendre la necessitat d'aprofitar al màxim la tecnologia alemanya. Va haver-hi oficials de l'Exèrcit dels EUA que van ser enviats a Alemanya per recuperar tant material com sigui possible, plànols, coets V2 i enginyers. La zona més important era Peenemünde, que era bastant a prop de les línies russes, però l'equip de von Braun va abandonar la zona en el febrer de 1945, destruint les instal·lacions quan va ser possible. Tot i les ordres de Berlín per destruir la informació sobre la investigació de l'Exèrcit, von Braun, el març de 1945, va ocultar 14 tones de documents relatius als V2. Els americans, que van capturar von Braun i el seu equip, van arribar a la zona on es podia recuperar la gran quantitat de material que s'hi trobava, ja que portava uns mesos ocult. El 4 de març de 1956, amb l'Operació Paperclip, els Estats Units novament van reclutar científics i tècnics.
L'URSS, en menor mesura, també va poder aconseguir material i informació, i diversos enginyers, com Helmut Gröttrup, declarats 'voluntaris designats' per a futures investigacions en nom de la Unió Soviètica.
Els països europeus com Gran Bretanya i França també van poder recuperar peces de V2: França va reunir 123 científics alemanys, i controlava algunes plantes de producció al seu territori. La Gran Bretanya, al seu torn, va recuperar trenta V2 fora de servei, i en va rebre cinc, amb enginyers alemanys, de part dels Estats Units.

### Primeres proves

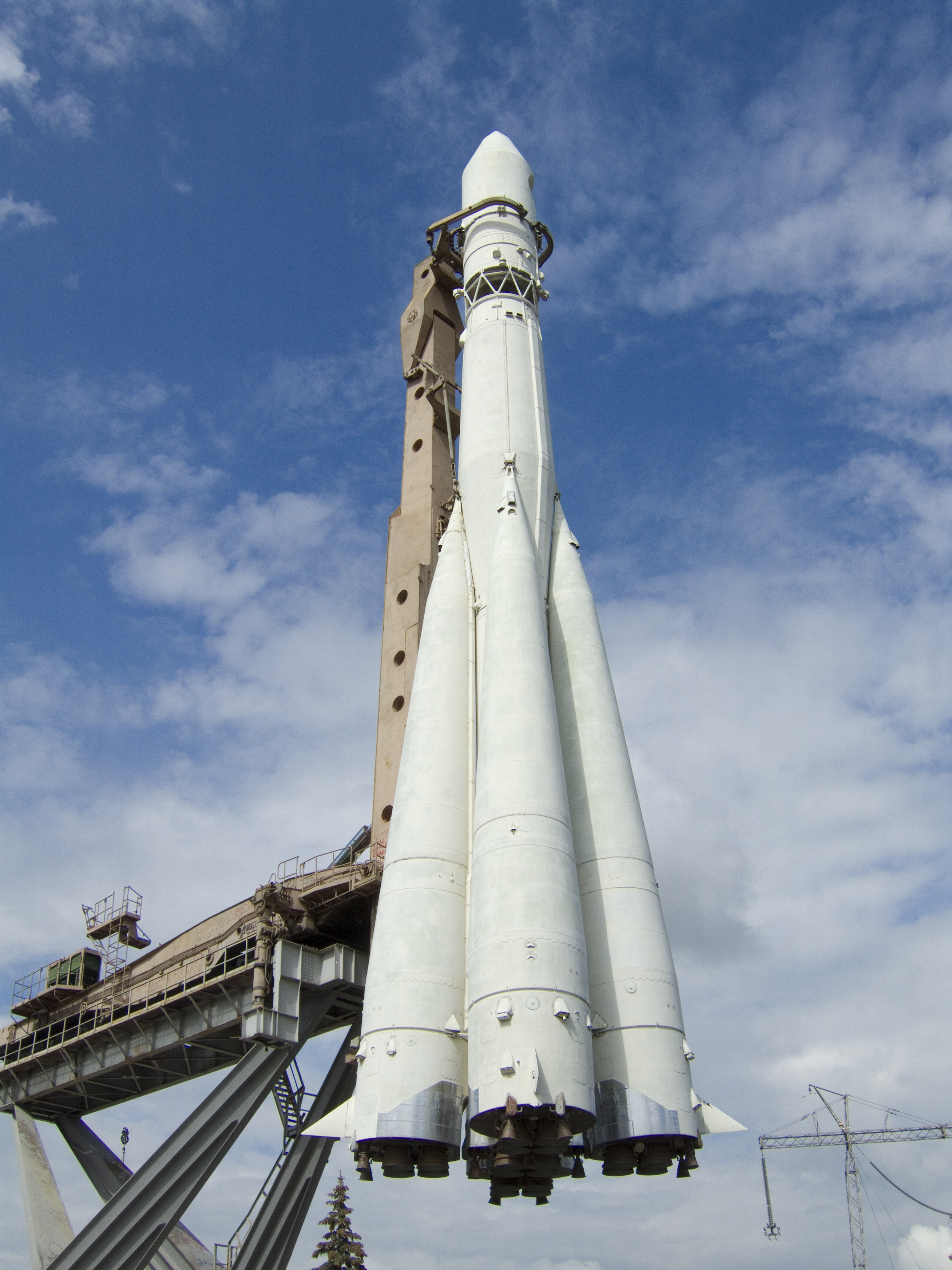
Coet R7 « Semyorka » soviètic.

Al final de la guerra, només dos països van poder finançar la recerca en coets; els altres països europeus i asiàtics estaven afectats econòmicament, ja que es van centrar més en la reconstrucció, i no hi havia motiu per prendre avantatge de les tecnologies alemanyes. Els objectius dels Estats Units i la Unió Soviètica eren idèntics: van crear els ICBM, míssils balístics capaços de transportar bombes nuclears d'un continent a un altre, moment en el qual no es veia clar l'enviament amb èxit de les bombes a través d'avions.
Si en aquest període es va veure el començament de la investigació mundial en coets, el principal impulsor d'aquesta investigació va quedar en l'esperança d'usar coets activament en una nova guerra; el 1950, en general, enviar a un home a l'espai no es prenia gaire seriosament. La Guerra Freda va començar, i va ser la causa principal de la cursa espacial.
Mentre que la guerra no havia acabat encara, el govern soviètic va fer reunir els experts. Koroliov, de l'antiga RNII i futurs herois de la conquesta espacial soviètica, tot i haver patit les purgues estalinistes i del Gulag. Després va ser enviat a Alemanya a final de 1944, sota el comandament del general Lev Gaidukov, amb la finalitat de recuperar dades i peces dels V2. De retorn a l'URSS, ell i els seus companys, juntament amb Valentin Glouchko, van intentar reproduir els V2, amb els coets R1 (que van entrar en servei el 1950), i millorats, amb els R2 i R3 (aquest últim va ser molt diferent de les dues primeres versions).
Aquest treball es va dur a terme sota l'administració del NI-88 (Institut de Recerca 88), creat el 1946, dividit en diversos departaments per a cada especialitat. Koroliov era l'enginyer cap dels estudis experimentals de l'OKB-1, Glouchko va ser assignat a l'OKB-456 per al desenvolupament de motors de combustible líquid.. El NII885 dirigit per Nikolaï Piliouguine al departament d'aeronàutica, juntament amb els OKB 52 i OKB 586 encapçalades respectivament per Vladimir Tchelomeï i Mikhail Yanguel eren competidors de l'OKB-1 de Koroliov. Com que les bombes atòmiques russes eren més pesades que les dels nord-americans, els soviètics necessitaven llançadors més grans i més potents. Els R3 van ser abandonats per deixar pas al projecte del R7, un míssil gran que tenia un motor amb quatre toveres el cos central, més un motor amb quatre filtres en cada un dels quatre propulsors. Aquest llançador es convertiria en la punta de llança de la Unió Soviètica en la carrera espacial.
Durant l'any 1946, els Estats Units van reunir experts a Fort Bliss, amb documents, peces i científics recuperats d'Alemanya. Aquestes persones i materials es van utilitzar per reproduir i provar els V2 a White Sands, per posar a prova modificacions en el míssil alemany, com el 'Bumper', un V2 millorat mitjançant l'afegiment d'una segona etapa, que va ser llançat amb èxit el 24 de juliol de 1950, sent el primer llançament des de Cap Canaveral. Més endavant, el govern no es va fiar dels enginyers alemanys i temia l'efecte de la seva mala reputació amb l'opinió pública; el director del FBI J. Edgar Hoover, per exemple, va tractar de bloquejar aquests projectes. Els programes de míssils es van diversificar, cada branca de les forces armades dels EUA tenia el seus propis projectes:
- L'Exèrcit dels Estats Units d'Amèrica, relacionats amb la Jet Propulsion Lab de Caltech,[S 1] va treballar en el projecte Hermes-C1, per al disseny de coets Redstone; l'equip comptava entre d'altres amb von Braun.
- La Marina dels Estats Units d'Amèrica va treballar amb els científics en coets pels Viking, així com els ICBM Titan.[nota 7]
- La Força Aèria dels Estats Units d'Amèrica va treballar en els ICBM Atlas.[nota 7]

El 29 de juliol de 1955, amb vista per a l'Any Geofísic Internacional (AGI) de 1957-58 i sota la direcció del Consell de Seguretat Nacional, els Estats Units van anunciar el pla d'enviar un satèl·lit a l'espai. A continuació, l'URSS va fer el mateix anunci. Però llavors, els Estats Units no semblaven prendre's seriosament el seu competidor.

### Començament de l'era espacial

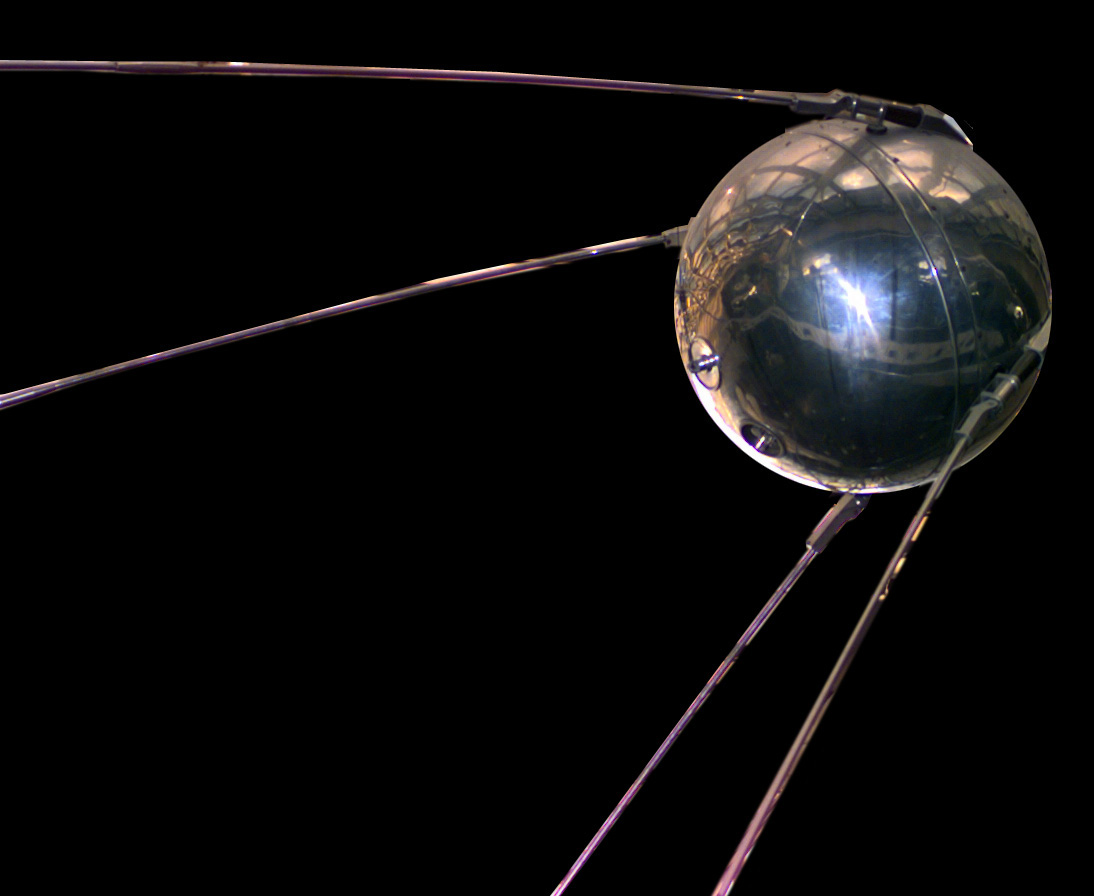
Sputnik 1.

El 1954, els Estats Units van crear el projecte Orbiter, que consistia en el llançament d'un satèl·lit durant l'AGI. Després de molts problemes i canvis, el coet Redstone de l'Exèrcit dels Estats Units, que va volar per primera vegada el 20 d'agost de 1953, es va triar per posar en òrbita un satèl·lit. No obstant això, les dificultats tècniques i els problemes interns van fer que el projecte es retardés, i el programa Vanguard de la marina va quedar en primer pla: el seu coet era més potent que el coet Redstone, i la marina nord-americana va proporcionar la seva experiència amb els seus coets Viking. Més endavant, el treball en els coets Redstone va continuar. Però l'elecció dels Vanguard no era bona; malgrat l'èxit dels dos primers llançaments, els resultats finals no entraven en les expectatives: amb dotze llançaments amb satèl·lits, només tres ho van aconseguir. I aquests èxits es van produir després del llançament de l'Spútnik 1 soviètic, era més gran que el major satèl·lit americà: l'Spútnik 1 pesava 83 kg, el major satèl·lit americà pesava 22,5 kg. Sembla que aquest fracàs es va deure a la falta de pressupost i racionalització, ja que la Marina dels EUA es va centrar principalment en el segon programa de l'ICBM Titan, que semblava més estratègic.
A l'URSS, Koroliov va intentar de convèncer la potència de la utilitat de la conquesta de l'espai, més enllà de la investigació militar sobre el míssil balístic nuclear. Com a responsable de l'OKB-1 que es va convertir en independent l'any 1953, va realitzar el projecte de satèl·lit de l'Objecte D l'agost de 1955, i es va crear la «3a comissió del vol espacial», presidida per Mstislav Keldych. El gener de 1956, en ocasió d'una visita d'inspecció del projecte R7 per Khrusxov, Koroliov va promoure la tasca realitzada per Mikhaïl Tikhonravov amb l'Objecte D, explicant que l'R7 era més potent que els coets dels Estats Units, va ser capaç de llançar el satèl·lit en fase de desenvolupament. Krouchtchev, convençut de la possibilitat de mostrar la força del seu país als Estats Units, va donar suport al projecte. L'Objecte D, amb el seu propi pes i pels instruments científics, tenia un objectiu massa difícil en aquell temps, i finalment va ser dissenyat un satèl·lit més petit i amb contingut molt menys avançat: Spútnik 1. També hi havia preocupació amb el coet R7, que no funcionava gaire bé: el primer llançament el 15 de maig de 1957, així com els quatre següents, no van tenir èxit absolut. Les últimes proves van mostrar que el problema residia en la feblesa de les etapes superiors, es va decidir tractar de captar fotografies en el llançament amb el mateix satèl·lit Spútnik, el 4 d'octubre de 1957 a les 22h28, hora de Moscou. Aquest llançament, fou el primer R7 sense problemes, va ser així tot un èxit per a la Unió Soviètica. El món es va adonar de l'avanç de l'URSS i que va obrir l'era espacial. Galvanitzats pels efectes d'aquest èxit, Khrusxov va demanar que un nou satèl·lit es llancés un mes després, a l'aniversari de la revolució: que fou l'Spútnik 2, que es va emportar el primer gos a l'espai, la Laïka, el 3 de novembre de 1957. Aquest segon llançament, durant quarant anys, va ser un gran èxit, però es va descobrir que el gos havia pogut morir de sis hores a dos dies després del llançament, en comptes d'una setmana, a causa d'un mal funcionament del sistema de control tèrmic. La manca d'informació ha demostrat que la carrera espacial es va convertir en una cursa de propaganda de míssils balístics.

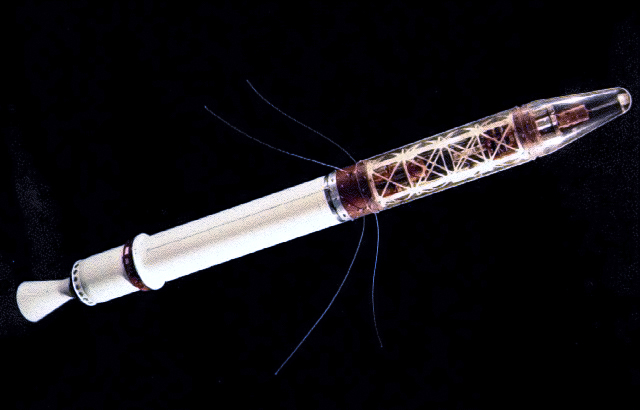
Explorer 1.

El nou llançament del primer satèl·lit Spútnik, i la recepció del senyal de ràdio des de l'espai va sorprendre els Estats Units, que no s'havia pres seriosament l'URSS en aquest camp: James M. Gavin, el director de recerca i desenvolupament de l'exèrcit, va declarar els fets d'un «Pearl Harbor tecnològic». Sobretot perquè el 6 de desembre de 1957, es va realitzar el llançament del Vanguard TV3 a Cap Canaveral, amb un sol satèl·lit de 1,8kg, que va ser un fracàs rotund. El coet es va elevar a 1,3 metres abans de l'explosió en la plataforma de llançament, mentre que els periodistes de tot el món eren presents. Un mes abans, el 8 de novembre de 1957, l'ABMA (Agència de Míssils Balístics de l'Exèrcit), va crear el 1956 per l'Exèrcit dels EUA un equip amb Werner von Braun, assumint oficialment el projecte Orbiter. El Jupiter C, un dels fruits de les millores del míssil Redstone i canviat de nom a Juno en l'ocasió, es va utilitzar per llançar el primer satèl·lit americà, anomenat Explorer 1, el 31 de gener de 1958. El satèl·lit Explorer era en realitat un petit motor de coet, que només li va permetre posar-se en òrbita. Es va utilitzar per mesurar el cinturó de Van Allen, que havia estat teoritzat anys enrere. El programa Vanguard, que havia continuat paral·lelament, va llançar amb èxit el Vanguard-1 el 17 de març de 1958.
L'octubre de 1958 es va crear la NASA, en substitució de l'antiga NACA, i l'equip de Werner von Braun s'hi va integrar en el 1960. La guerra freda fou un període tens, però originà la carrera espacial.

### Primers programes de satèl·lits

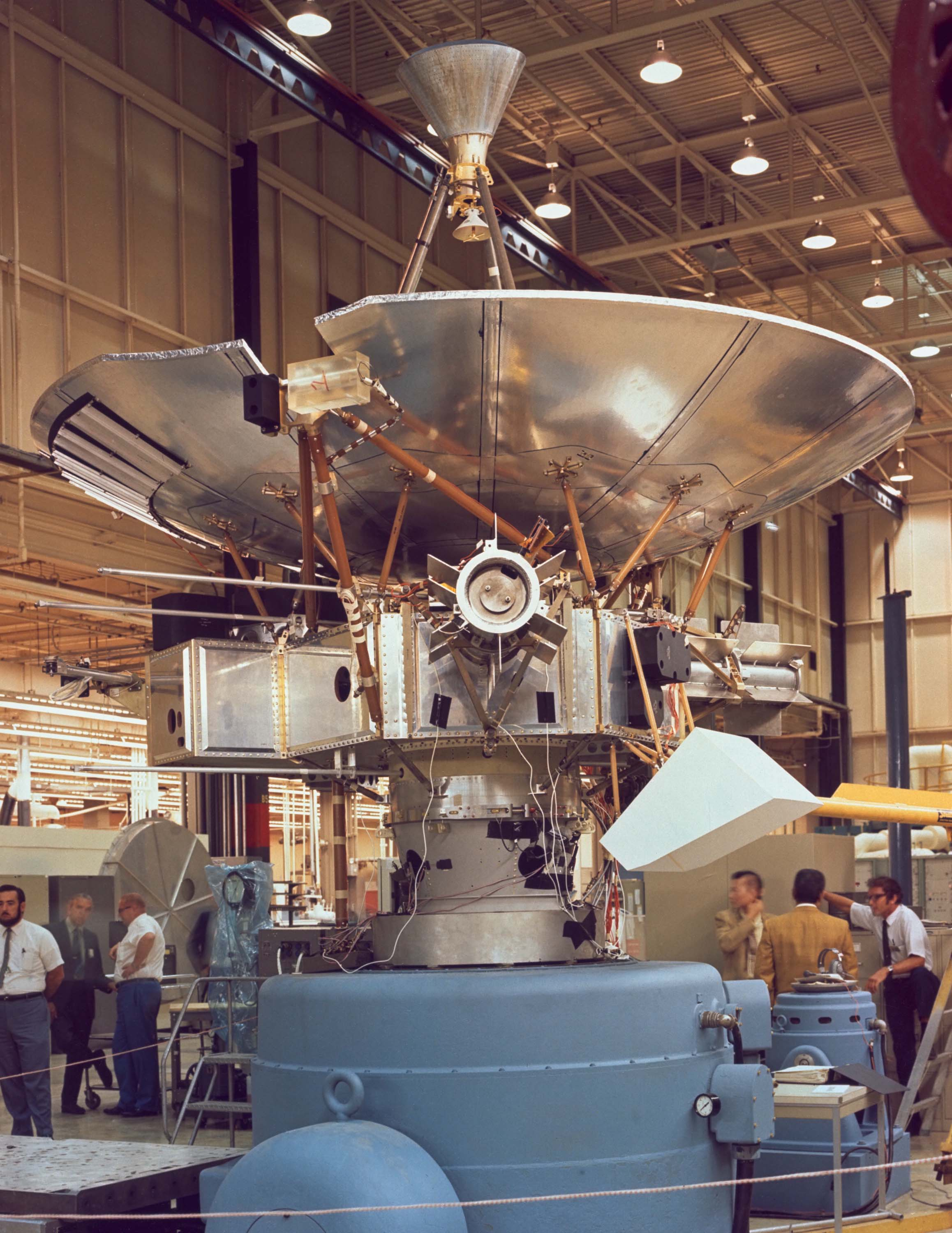
Pioneer 10 durant el muntatge.

Els Estats Units i l'URSS van seguir llançant satèl·lits, seguits del nom Explorer per la potència americana, i Spútnik per la soviètica. La utilització dels satèl·lits va marcar la fi dels avions espia, que eren massa vulnerables a nous míssils terra-aire: a efectes d'això, els Estats Units van posar en marxa el programa de satèl·lits espia 'Corona', oficialment coneguts com a Discoverer, que va tenir un començament difícil: els 12 primers llançaments van fracassar. Finalment, el Discoverer número 13, l'11 d'agost de 1960, va ser la primera a oferir una càpsula de pel·lícula, encara que no era gaire impressionant. Aquests satèl·lits espia van ser llançats fins a 1972; amb 140 llançaments, només 102 van reeixir.
Els Explorer foren una sèrie de satèl·lits i sondes per a fins científics, alguns dels quals van llançar-se fins a l'any 2000; però patien, com els Corona, molts fracassos fins a 1961 (abans del 1962, 8 de 19 van fracassar). Alguns d'aquests satèl·lits eren perennes, com l'IMP 8 (IMP-J, o Explorer 50) llançat el 1973, es va perdre el contacte el 2009, però encara funcionava fins a l'agost 2005, aconseguint una alta activitat durant 30 anys.
Les sondes Pioneer van servir en l'exploració del sistema solar entre 1958 i 1978. Els primers llançaments van ser dirigits cap a la Lluna (pels llançadors Thor i Atlas), després van ser enviades a l'espai interplanetari, cap a Júpiter i Venus. Una altra vegada, el programa va experimentar molts fracassos abans del 1960 (van fracassar 8 llançaments cap a la Lluna), excepte que el Pioneer 4 va reeixir sobrevolar la Lluna el març de 1959.
Les sondes soviètiques Luna van ser llançades cap a la Lluna entre 1958 i 1976. També tenien problemes, els tres primers llançaments van ser un fracàs. Però, el Luna 1, va ser el primer de la sèrie a arribar a l'espai, el 2 de gener de 1959, proporcionalment al seu objectiu. El Luna 2 va ser un èxit, i va descobrir els vents solars. Especialment el Luna 3, llançat el 7 d'octubre de 1959, va ser el de més èxit, perquè va portar les primeres imatges de la cara oculta de la Lluna. Les altres sondes, el Luna 9 va aterrar al satèl·lit de la Terra el 1966.
Venus, el planeta més proper a la Terra, era l'objectiu de les sondes americanes i soviètiques. Es va posar en marxa el programa Venera que es va dedicar per complet, de 1961 a 1983; el primer llançament, el 4 de febrer de 1961 no va permetre que la sonda pogués sortir de la gravetat de la Terra, el segon llançament va anar bé, però el sistema de comunicació de la sonda es va trencar. Les següents sondes van alternar èxits i fracassos, però a poc a poc van ser els primers a entrar en l'atmosfera d'un altre planeta, en aterrar-hi, i enviar-ne imatges.
Els satèl·lits llançats no es van limitar a l'exploració espacial, i alguns van ser pioners en les comunicacions per satèl·lit. El seu objectiu era captar ones de ràdio transmeses des del Terra, i retransmetre-les, permetent les comunicacions de llarga distància, prèviament obstaculitzades per la curvatura terrestre. Els Echo, van ser els primers satèl·lits llançats per aquesta finalitat, el 12 d'agost de 1960: es tractava d'una esfera inflable gran de 30 metres de diàmetre, on les ones de ràdio rebotaven en la seva superfície. Però, el 4 d'octubre de 1960 va ser posat en òrbita el Courier 1B, el primer satèl·lit capaç de rebre i retransmetre senyals terrestres. El satèl·lit Telstar 1, llançat el 10 de juliol de 1962, va permetre per primera vegada la retransmissió de la televisió dels Estats Units a Europa.

### Al món

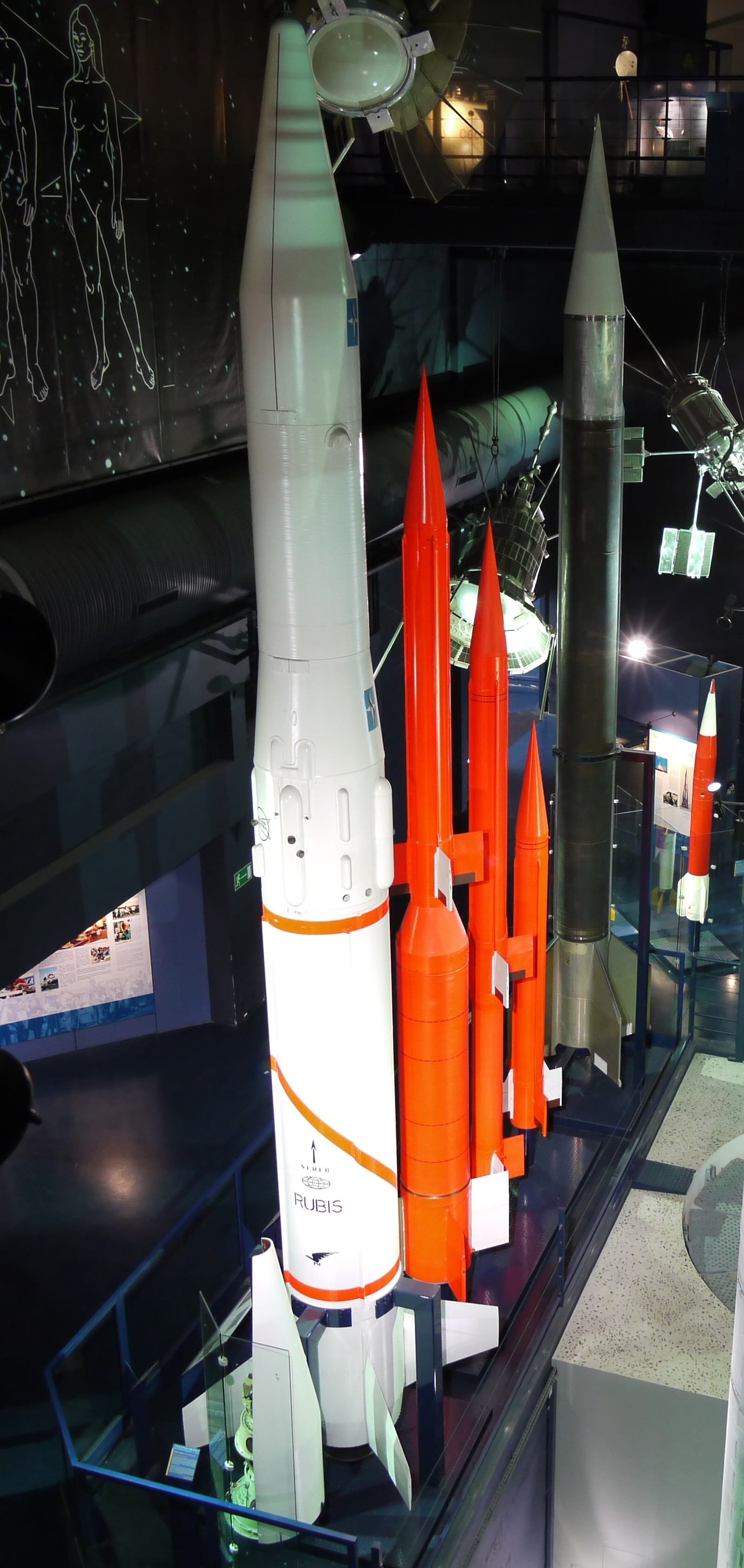
Coets francesos, el Rubis en primer pla i el Véronique, al fons.

#### Xina
El programa espacial xinès va començar a mitjan anys 1950, amb el retorn al país de Qian Xuesen, ja que anteriorment va emigrar als Estats Units, on va participar activament en l'elaboració del programa americà, a més de ser membre fundador del Jet Propulsion Laboratory. Fou considerat sospitosament comunista, va ser detingut el 1950, i després va ser expulsat dels Estats Units el 1955. De tornada al seu país d'origen, llavors, va col·laborar amb el programa de míssils xinesos, ajudat en part per la Unió Soviètica.

#### França
França va començar al final dels anys 1940 per estudiar els V2. S'hi va llançar el març de 1949 el programa de coets sonda Véronique, dissenyat per estudiar l'atmosfera superior. Aquests coets van ser llançats des de diversos llocs, com a Suippes per al primer llançament el 31 de juliol de 1950, llavors a Vernon el 5 d'agost, Le Cardonnet, i finalment a Hammaguir a Algèria. El 1951, la versió simplificada del coet, la R (de reduït) era capaç d'arribar a uns 1800 metres d'altitud. La següent versió, la N (per normal), més gran, va experimentar algunes dificultats, però va poder arribar als 70 quilòmetres d'altitud el 22 de maig de 1952. L'última versió, la NAA (per normal allargada) va assolir 135 quilòmetres d'altitud, el 21 de febrer de 1954, tot i els pocs problemes de llançament, els problemes econòmics a causa de la Guerra d'Indoxina, es va fer suspendre el programa.

#### Regne Unit
Des del 1954, el Regne Unit va començar un programa de míssils balístics d'abast mitjà (de 2.500 km inicialment, però es va arribar als 4.000 km) anomenats Blue Streak. Aquest projecte ha estat desenvolupat en col·laboració amb els programes dels Estats Units; els motors dels míssils van ser desenvolupats per Rocketdyne S3, millorats per la firma Rolls-Royce. Van ser llançats des del centre de Woomera, a Austràlia. Els llançaments van ser tot un èxit, però els costos, i el problema de la seva eficàcia davant dels ICBM, van acabar de convèncer els britànics per reemplaçar el míssil pels americans Skybolt i UGM-27 Polaris. Per tant, el programa militar es va aturar, el 13 d'abril de 1960. Es va mantenir un llançador de satèl·lits de reserva.

#### Japó
Al final de la guerra, el promotor espacial fou el professor universitari i enginyer aeronàutic, Hideo Itokawa, que va dissenyar, estudiar i posar en marxa petits coets. Apassionat pel tema, va convèncer el seu país per crear al final de la dècada de 1950, l'Institute of Space and Astronautical Science (ISAS).

### Primers homes a l'espai

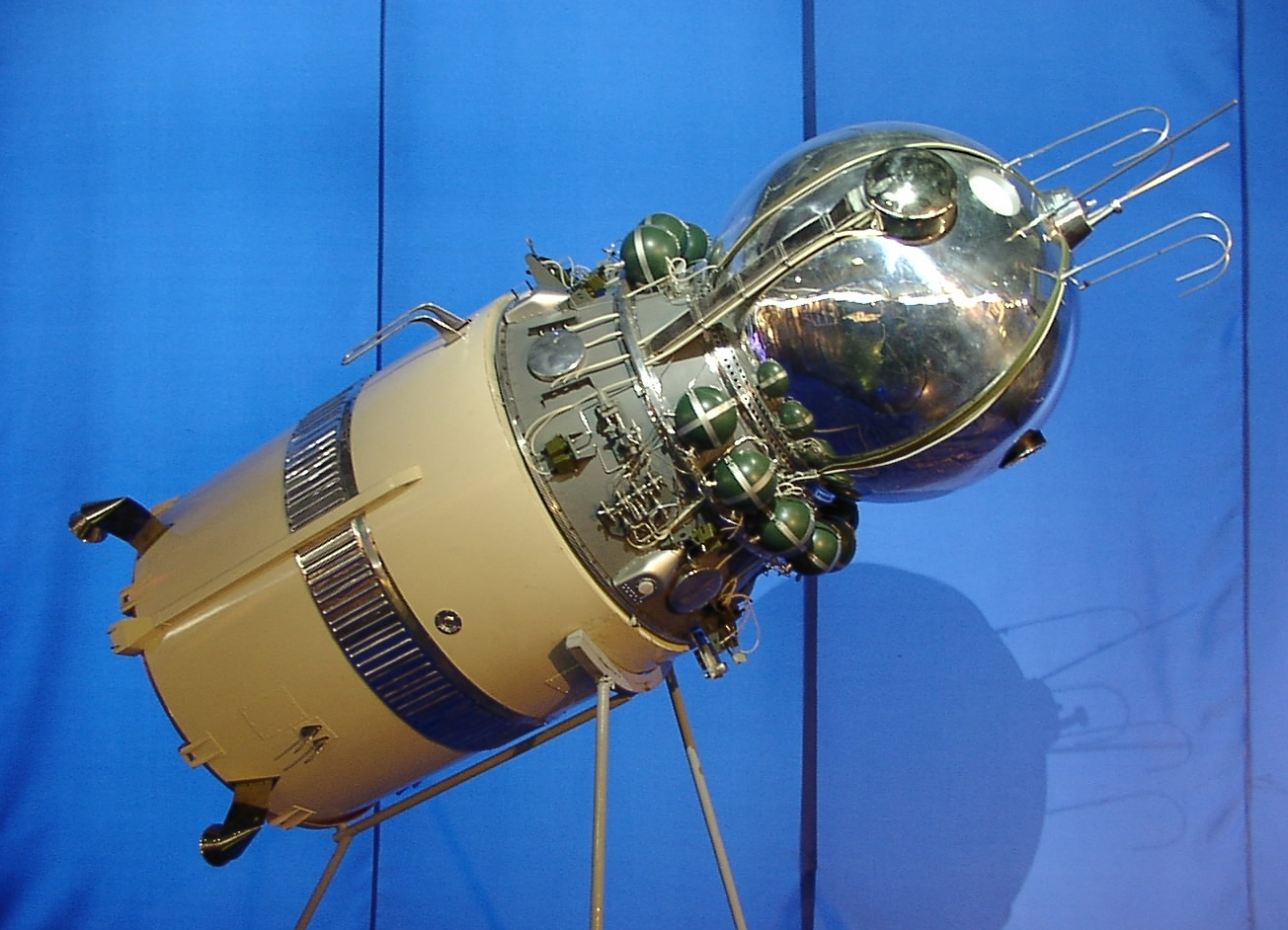
Càpsula Vostok (l'esfera de plata) i el seu mòdul d'equip.

Després dels primers èxits en el llançament de satèl·lits, el següent pas va ser enviar éssers vius a l'espai. El tractament que van rebre els primers astronautes era més propi de conillets d'índies que de pilots. Tenien poca llibertat de pilotatge i van haver de reclamar enèrgicament millores en el control suplementari; la càpsula Mercury, per exemple, va haver de ser modificada per millorar control de l'aparell per part dels pilots. Hi va haver dubtes en realitat sobre la capacitat que un home sobrevisqués a l'espai, alguns consideraven que hi havia risc de bogeria o que tindrien grans problemes fisiològics. Per això els futurs astronautes van ser seleccionats a partir dels pilots militars i de prova, ja que tenien un físic fort i podien suportar durs entrenaments.
A l'URSS, el programa Vostok ('orient' en rus, OD-2 en la seva antiga designació), va enviar un home a l'espai, en el 1957. El programa final va conduir a la utilització d'un coet Vostok, un R7 al qual es va afegir en la 3a etapa, per llançar un satèl·lit de 5,5 tones composta d'una càpsula esfèrica acomodant una persona (el mòdul de control), i diversos equips (el mòdul d'equipament). Només l'esfera habitada, estava programada per tornar a la Terra, efectuant un gir balístic, és a dir, no controlat. El cosmonauta va ser expulsat sobre 7000 metres d'altitud, per acabar el seu descens en paracaigudes; aquest fet va ser amagat per un temps pels soviètics, un descens totalment controlat per un cosmonauta en la seva càpsula era més gratificant. Els primers set coets (el Spútnik 4, 5, 6, 9 i 10, a més de dues anònimes) van transportar diversos instruments, animals i maniquins per realitzar proves; dos d'aquests llançaments van ser un fracàs (els únics del programa), va haver-hi sis llançaments tripulats, tot i que set més van ser abandonats. La primera prova es va realitzar al maig de 1960 amb l'Spútnik 4; el llançament següent, el 19 d'agost de 1960, va transportar dos gossos amb l'Spútnik 5 i va ser la primera missió a retornar éssers vius sans i estalvis. La primera missió tripulada per humans, el Vostok 1, va ser llançada el 12 d'abril de 1961 des de Tiouratam (Baïkonour). Va transportar Iuri Gagarin, el primer home a l'espai, on va realitzar una òrbita completa en 108 minuts. Però la missió es va acostar al fracàs, perquè el mòdul instrumental i d'equips, no es va separar del mòdul de control durant la reentrada de l'atmosfera, causa que el va desequilibrar. Afortunadament, la calor causada per la fricció de l'aire va destruir l'enllaç entre els dos mòduls, i així va alliberar Gagarin que va ser capaç de tornar fora de perill cap a la Terra. Van seguir cinc vols més, tots van ser un gran èxit, malgrat els nombrosos incidents, com amb el Vostok 2 que es va estavellar a terra (no hi va haver víctimes) d'acord amb el mateix problema de separació del Vostok 1. El Vostok 3 i 4 es van elevar junts a l'espai a 5 o 6,5 km de distància, i el Vostok 6 va transportar la primera dona a l'espai, Valentina Tereixkova, el 16 de juny de 1963.

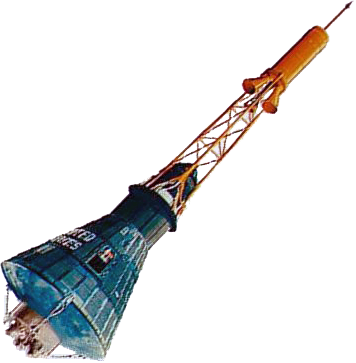
Càpsula Mercury amb la torre d'escapament.

El programa competidor als Estats Units, va ser el Programa Mercury, molt diferent del soviètic: la càpsula tripulada estava equipada amb un conjunt de retrocoets, que va permetre a l'ocupant, romandre en la càpsula durant el retorn, que va acabar abandonant. A causa de la pressió dels mitjans de comunicació que es van presentar els 7 pilots,
 la NASA no podia permetre el més mínim error, i els primers vols programats eren simples salts balístics, és a dir, sense òrbita completa. Els llançaments de prova sense astronautes estaven resultant amb problemes, el primer coet va explotar en ple vol, i la tercera no era controlable. Els nord-americans llavors van enviar amb èxit a l'espai diversos micos Primer Ham, llavors Enos, el 31 de gener i el 29 de novembre de 1961. Si les proves es van realitzar amb el coet Redstone, els llançaments tripulats en òrbita van ser duts a terme pels ICBM, ATLAS D, més potents.
El 5 de maig de 1961, Alan Shepard va ser el primer nord-americà a l'espai, realitzant un vol suborbital a 187 km d'altitud en 15 minuts. A diferència de Gagarin, Shepard va controlar manualment l'actitud de la seva nau espacial i va aterrar dins d'ella, per la qual cosa, tècnicament, Freedom 7 va ser el primer vol espacial humà complet per llavors FAI, però més tard va reconèixer que Gagarin va ser el primer humà a volar a l'espai. Un incident va ocórrer durant el segon vol tripulat, afortunadament sense conseqüències greus: després de l'aterratge al mar, els perns explosius que subjectaven l'escotilla de sortida de la càpsula amb Virgil Grissom, s'havien activat inesperadament. La càpsula es va omplir d'aigua i es va enfonsar, però l'astronauta va poder ser rescatada en helicòpter. Es va sospitar que en Grissom va cometre algun error, però aquestes sospites van ser refutades posteriorment.
En aquest moment, l'URSS semblava superar els Estats Units en la cursa espacial: la cobertura dels mitjans de comunicació i la prudència dels assajos recents, es van reduir; el secret que envolta el programa soviètic va fer la impressió d'èxit continu. Però això no sempre va ser així; un drama va tenir lloc el 24 d'octubre de 1960, durant una prova d'un ICBM R-16. creat per Mikhail Yanguel. El míssil, que utilitzava un nou motor i combustible desenvolupat pels competidors de Koroliov, va explotar quan la segona etapa es va encendre sense motiu durant les proves a terra. En l'accident van morir 126 persones, incloent-hi el mariscal en cap i molts experts que preparaven el llançament.
John Glenn finalment va ser el primer nord-americà a orbitar la Terra, el 20 de febrer de 1962 amb set revolucions, tot i les preocupacions plantejades per un sensor que indicava una anomalia falsa, i malgrat un paracaigudes obert massa aviat. Tot i això, el vol espacial seguia sent molt incert. Van continuar diversos vols Mercury, durant els quals els astronautes van atènyer noves fites en la cursa espacial: menjaven, dormien, i van assolir la durada de vol en 22 òrbites, o 34 hores. La dimensió propagandística d'aquestes missions va ser molt forta, però estranya, les primeres fotografies fetes a l'espai van ser preses per Walter Schirra, que havia portat la seva pròpia càmera Hasselblad a la càpsula Mercury 8. Les missions Mercury van proporcionar una gran quantitat de fotografies, i fins i tot alguns astronautes es comunicaven directament amb el poble dels Estats Units per la ràdio i la televisió.
La cursa a la Lluna va ser el punt d'inflexió de la concurrència entre les dues superpotències. El govern de John Fitzgerald Kennedy, que havia estat elegit el 20 de gener de 1961, va fer canvis en les organitzacions de vocació espacial: es va crear la Junta Espacial Nacional presidida per Lyndon Johnson, James E. Webb va ser nomenat director de la NASA el 14 de febrer del mateix any. Immediatament després del vol de Yuri Gagarin, el 14 d'abril, va tenir lloc una reunió entre el govern i la NASA, durant la qual es va decidir que la següent etapa de la cursa seria l'enviament d'homes a la Lluna. La idea era que l'objectiu era prou complex que la iniciativa empresa per l'URSS, era de fet, més significativa; ja que també havien de treballar molt per atènyer l'objectiu. Aquesta decisió va ser anunciada al món el 12 de setembre de 1962, en un discurs de Kennedy al congrés americà. El programa Apollo ja existia, però es va modificar i dedicar a les missions a la Lluna; per provar la tecnologia dels vols Apollo, i per iniciar les missions de llarga durada a l'espai, gràcies també amb el programa Gemini. Aquests llançaments a la Lluna van requerir la utilització dels nous coets Saturn.
Per explorar el terreny, van ser llançades diverses sondes cap a la Lluna: van ser les missions Ranger, Surveyor i Lunar Orbiter. El primer programa va durar des del 1961 fins al 1965; les sondes Ranger entre d'altres, s'estavellaven a la Lluna. Els començaments van ser difícils, i en nou llançaments a partir del 1964, només les últimes tres sondes van arribar als seus objectius i van enviar fotografies del satèl·lit.
El programa Surveyor va durar del 1966 al 1968, les sondes estaven destinades a comprovar l'aterratge suau a la Lluna. El primer èxit fou el 2 de juny de 1966, el que va tranquil·litzar els científics, preocupats d'enfonsar la nau en la capa de pols lunar. Aquesta vegada, només van succeir dos fracassos, en set llançaments; les estadístiques van anar millorant per a la NASA.
Les cinc sondes Lunar Orbiter van ser llançades entre 1966 i 1967, amb la finalitat d'estudiar i cartografiar la Lluna des de l'òrbita, i així trobar llocs d'aterratge per a les missions Apollo. Totes les sondes van funcionar, i al final, es va cartografiar el 99% de la Lluna.
L'URSS, al seu torn, va decidir posar en marxa el programa Voskhod, per al qual van adaptar les càpsusles Vostok existents per a dues o tres places, per realitzar sortides tripulades a l'espai. Paral·lelament, es va crear el programa lunar Zond; que es basa en l'enviament de naus Soiuz (que eren 'trens' de mòduls) cap a la Lluna, però, a diferència del seu competidor nord-americà, podia realitzar un limitat nombre de revolucions al voltant del satèl·lit, perquè no havia estat planejat originalment per aterrar-hi. Aquest buit va ser omplert el 1965, amb l'inici d'un segon programa. Pels llançaments a la Lluna, van haver d'utilitzar un nou coet anomenat N1, de 3000 tones, 105 metres d'alçada i 17 de diàmetre a la seva base.

### Passeigs espacials

Esquema de les Voskhod 1 i 2

Els soviètics, per a les càpsules Voskhod equivalents a les Gemini, van haver de realitzar concessions importants, com l'eliminació del seient projectable, la impossibilitat per als astronautes de fer servir un vestit de vol, que va fer que els Voskhod fossin perillosos. Per tant, i per mantenir el nou heroi de la nació, Gagarin va ser retirat de totes les missions següents. El 12 d'octubre de 1964, el primer llançament del Voskhod, que va permetre per primera vegada transportar dos homes a l'espai, a la vegada, va anar bé, i especialment, es va dur a terme abans els americans. L'URSS va anunciar que aquesta missió era de proves però molt important. El Voskhod 2 es va enlairar el 18 de març de 1965. Va ser un altre gran pas en la conquesta de l'espai: per primer cop, un home efectua una sortida extravehicular, i un cop es va despressuritzar la càpsula i obrir, Alekseï Leonov va romandre entre 15 i 20 minuts a l'espai. Però en Leonov, es va inflar molt per la pressió i es va posar rígid, però no podia tornar a la nau per un problema amb la tapa. Després de deu minuts de lluita, es podia inflar massa amb risc de barotraumatisme, però va poder tornar a bord. Els resultats van ser més que desastrosos, ja que també hi va haver un problema de retrocoets que van col·locar la tripulació en òrbita més alta, el mòdul de control va ser desenllaçat malament del mòdul de servei, i l'aterratge va tenir lloc massa lluny de l'objectiu, i l'equip va haver de passar una nit en una àrea de bosc de Perm abans de ser trobats. El programa va ser cancel·lat abans del llançament del Voskhod 3, i l'URSS es va centrar en els Soiuz i el programa lunar.

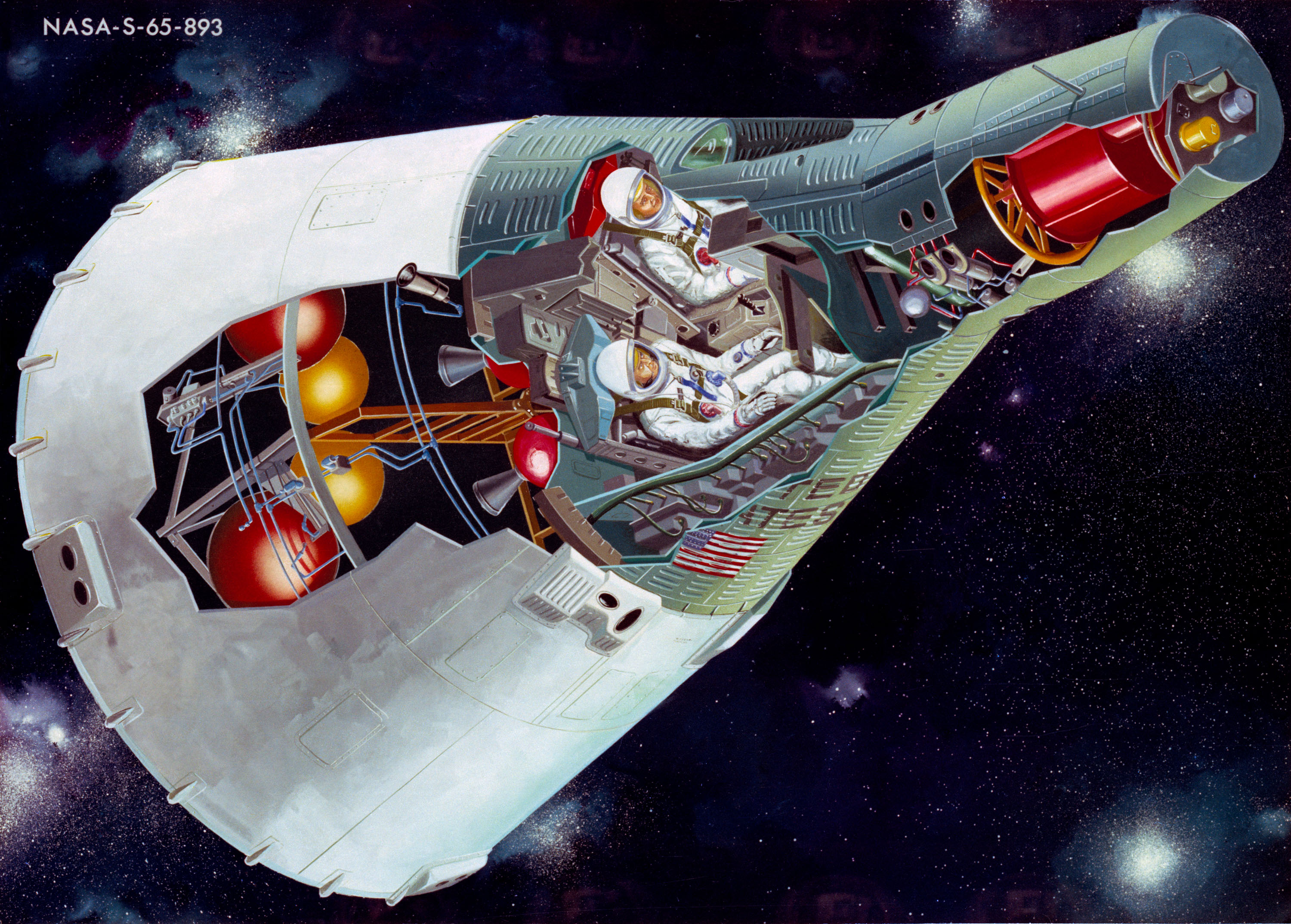
Nau espacial Gemini

Als Estats Units, comença el programa Gemini; era una càpsula cònica semblant a la Mercury, però més gran, amb escotilles (com la cabina d'un avió) i un radar (en cas d'encontre espacial). En el fons es trobava el mòdul de servei, i el mòdul 'retrograd' que conté els retrocoets i permetent el retorn a la Terra. L'aparell va ser la primera nau espacial: a diferència dels Mercury i Vostok, el Gemini posseïa propulsors que li permetien moure's en l'espai, i el canvi d'òrbita. Un major progrés, les naus Gemini van ser les primeres a utilitzar la tecnologia de pila de combustible.
Llançades pels míssils militars Titan II des de Cap Canaveral, el primer llançament es va realitzar el 8 d'abril de 1964, amb èxit. El tercer llançament, el 23 de març de 1965, portava una tripulació de tres membres, que, per primera vegada, van procedir a un canvi d'òrbita controlat. El Gemini 4 llavors va ser el primer cop en la utilització del Centre de Control Houston. Durant aquesta missió, llançada el juny de 1965, Edward White va fer la primera sortida extravehicular americana, durant setze minuts, amb l'ajuda d'una pistola d'aire per controlar els seus moviments. Com d'altres resultats, la NASA va publicar imatges impressionants d'alta qualitat. Les missions següents van permetre les proves d'encontre i acoblament espacials entre naus, com el cas de l'ATV (Agena Target Vehicle, una etapa de propulsió llançada a part), i la realització de vols llargs, com el cas del Gemini 7, que va volar durant catorze dies. Malgrat aquests èxits, el vol espacial seguia sent perillós; el Gemini 8 va entrar en perill després de deu hores de vol, a causa d'un problema de propulsor. La tripulació va poder estabilitzar els motors amb èxit, però les causes del problema resultaren desconegudes. El 12 de setembre de 1966, el Gemini 11 es va acoblar amb èxit a l'ATV, que el va dur a 1.374 quilòmetres d'altitud, establint un nou rècord.

### Programes lunars

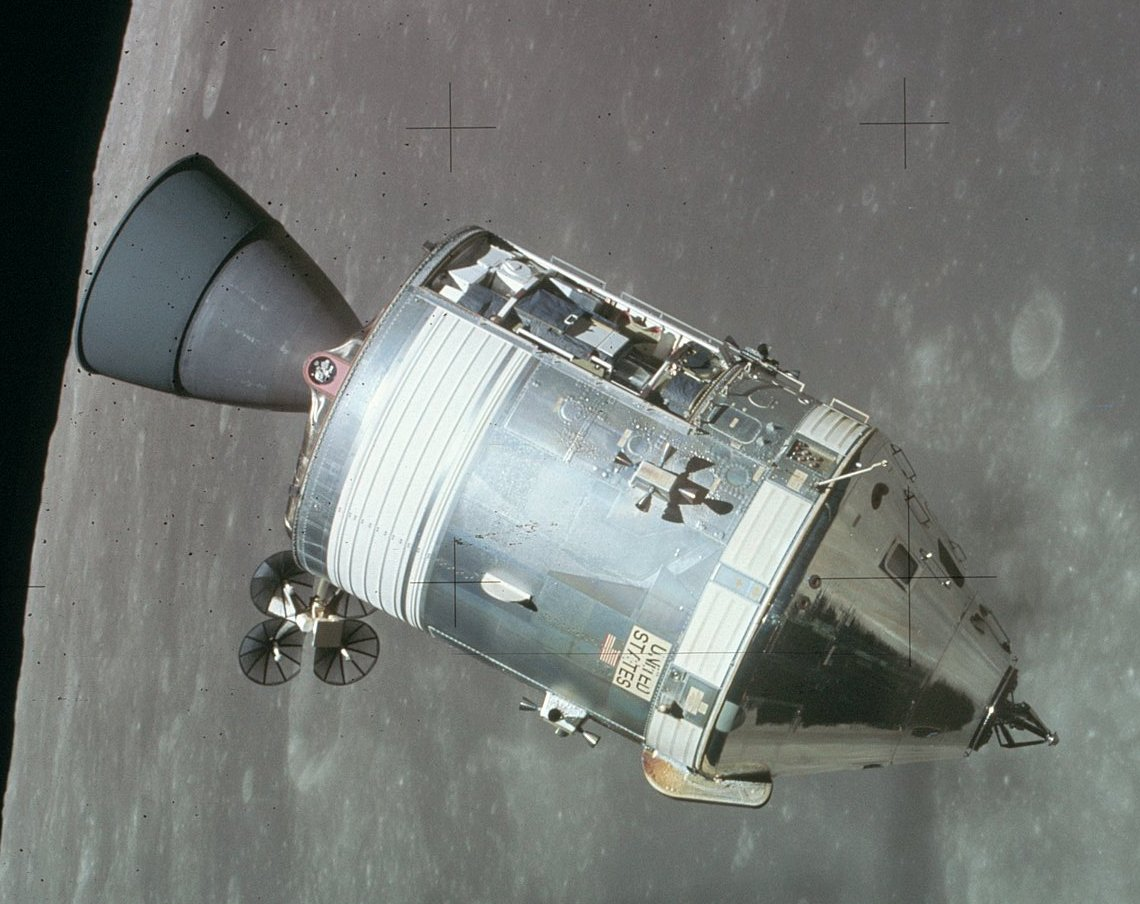
La nau Apollo en òrbita al voltant de la Lluna. És visible el mòdul de control (el con de plata) i el mòdul de servei, el mòdul lunar no és present.

Els Estats Units, per enviar homes a la Lluna, van utilitzar coets Saturn i naus Apollo. La nau Apollo consistia en un CSM (Command and Service Module, Mòdul de Constrol i Servei) i un Mòdul lunar Apollo, impulsats pel mateix coet Saturn. Dins del CSM, hi havia el mòdul de control que contenia els astronautes que anaven pilotant, i el mòdul de servei contenia els motors i altres dispositius. Els objectius de la missió eren:
1. Enviar el CSM/LM de manera conjunta al voltant de la Lluna
2. Desacoblar el LM, deixant el CSM en òrbita lunar
3. Reimpulsar el LM servint de plataforma de llançament cap a l'espai
4. Acoblar el LM i el CSM en òrbita lunar,
5. Un cop els astronautes tornessin al CSM, portar de tornada a la Terra deixant enrere el LM.
6. Separar el mòdul d'equipament del mòdul de control, per a la reentrada a l'atmosfera terrestre.

Aquestes divisions en mòduls i els seus abandonaments successius, permetia a la missió, l'ús de material estrictament mínim i, per tant, un estalvi substancial de combustible. Si la nau s'hagués muntat en un únic bloc per a tota la missió, hauria fet falta un coet encara més potent (el que podria haver sigut el disseny del Nova) de 6000 tones d'empenyiment, i la nau hauria pesat 70 tones. Per tant, la idea va ser descartada. El projecte Apollo va ser estimat (en el 2007) en 135 miliards de dòlars, dels 46 miliards pel coet Saturn.
El primer llançament del Saturn (buit) va tenir lloc el 27 d'octubre de 1961, i va ser seguit per diverses proves. El programa va començar amb un drama: durant la prova a terra de la nau Apollo 1, el 27 de gener de 1967, es va produir un incendi en el mòdul, i va matar els tres astronautes Virgil Grissom, Edward White i Roger B. Chaffee. Es va descobrir que el foc va ser causat per un curtcircuit i va ser alimentat per oxigen pur que omplia la càpsula. La nau Apollo va ser modificada, amb materials inflamables i una comporta d'obertura cap a l'exterior, per tant, més fàcil d'obrir en cas de problemes. El treball va seguir amb tres llançaments de prova (l'Apollo 4 al 6, de novembre de 1967 a l'abril de 1968), que va ser seguit per onze vols espacials. El primer vol tripulat, l'Apollo 7, va ser llançat amb èxit l'11 d'octubre de 1968; va ser una oportunitat perquè els nord-americans poguessin veure els seus astronautes en la televisió en directe. L'Apollo 8, el desembre de 1968, va ser, com la missió anterior, simplement orbitar al voltant de la Terra. Però els Estats Units, preocupats per l'èxit de la missió soviètica Zond-5 i no voler ser els segons altre cop en la carrera espacial, van decidir fer un llançament a la Lluna. L'Apollo 8 va vorejar la Lluna abans de tornar a la Terra. L'Apollo 9 i 10, van partir el 3 de març i el 18 de maig de 1969 respectivament, per realitzar les proves del LM i el CSM.

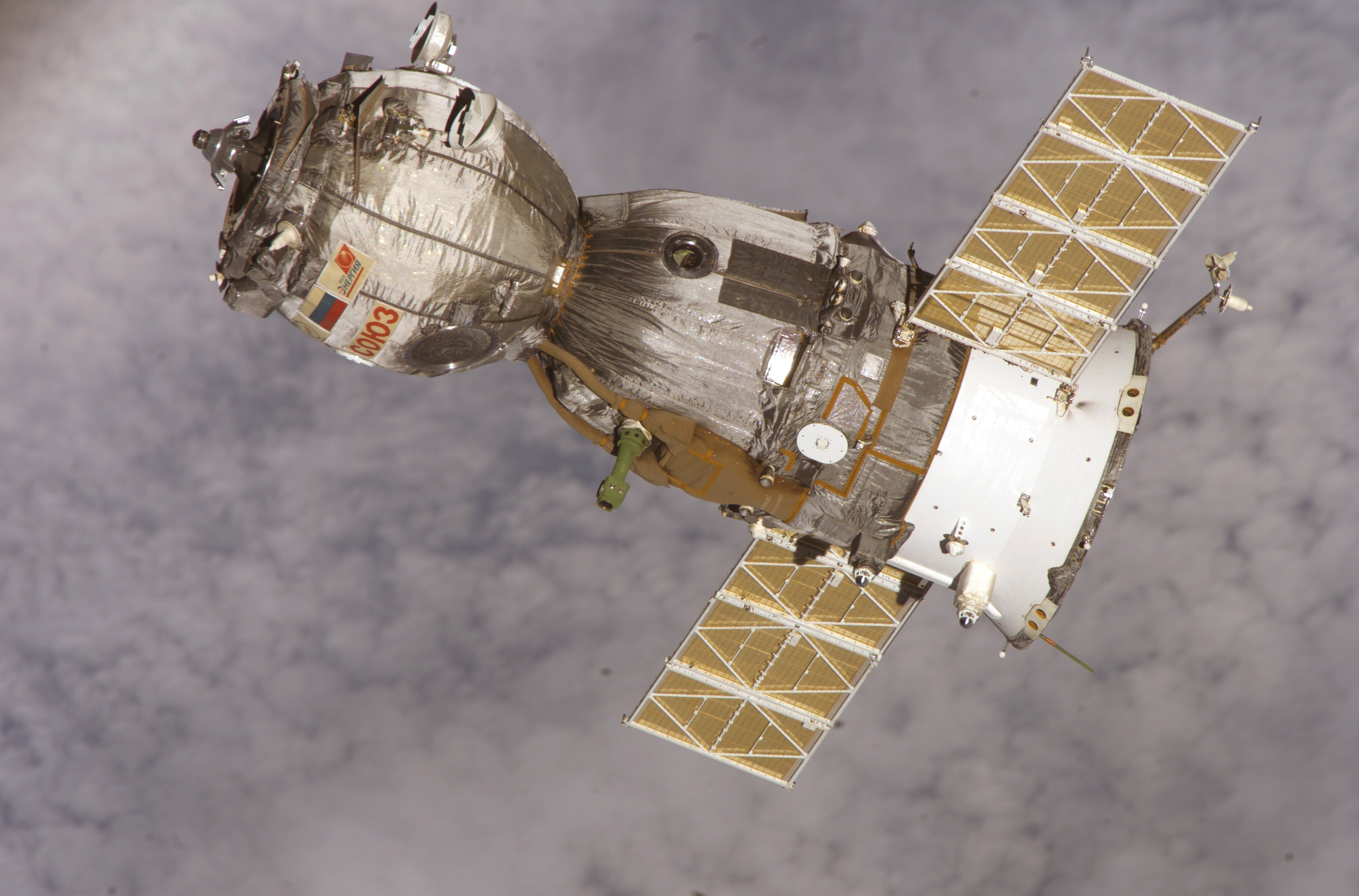
Una nau Soiuz moderna.

Pel que fa al costat soviètic, la nau Soiuz va ser inicialment una nau espacial ambiciosa que constava de tres parts, el Soiuz A (el mòdul tripulat/de tornada), el Soiuz B (el mòdul de servei) i el Soiuz V (els tancs de reserva), els tres vehicles llançats en paral·lel, i que havien de ser acoblats a l'espai. Només la Soiuz A es va realitzar finalment, i no hi va haver, com en l'Apollo, problemes durant les proves des de novembre de 1966, però una vegada més a causa de la carrera entre les dues superpotències, es va decidir un llançament tripulat el 23 d'abril de 1967. Durant aquesta missió, el Soiuz 1 va patir un problema de desplegament d'un dels seus panells solars, i es va veure obligat a tornar a la Terra; desafortunadament, els retrocoets van funcionar malament, la càpsula va entrar en rotació descontrolada, i el paracaigudes no es va obrir correctament. El mòdul de reentrada es va estavellar contra el terra, matant a Vladimir Komarov. L'agència soviètica va descobrir una sèrie de problemes que afectaven les seves naus, i van tardar a corregir-ho. El Soiuz 2 i 3 es van posar en marxa l'octubre de 1968, realitzant un acoblament espacial, com a prova. El Soiuz 4 i 5, el 14 i 15 de gener de 1969, amb acoblament amb èxit, però inicialment, hi havia previst una sortida extravehicular, però no va tenir lloc pel fet que les comportes no es podien obrir. La Soiuz 5, fins i tot va fregar el desastre a causa d'un problema amb la separació del mòdul de servei, que es va desprendre durant l'escalfament durant la reentrada.
El 14 de setembre de 1968, un coet Proton va llançar el Zond-5, una nau Soiuz en versió lunar, i no tripulada, que va fer un sobrevol de la Lluna a 2000 quilòmetres, de manera que fou el primer a realitzar una anada i tornada del satèl·lit. El Zond 6, el 17 de novembre següent, va reeditar la proesa. Però els Estats Units, inquiets pels èxits del Zond-5 i 6, van decidir avançar la seva agenda i enviar el primer home al voltant de la Lluna; els soviètics, van tenir la sensació que no valia la pena l'esforç, i van decidir aturar el programa Zond. El coet N-1 també va ser un fracàs: el 3 de juliol de 1969, el primer llançament del N-1, que transportava una Soiuz buida, va fallar: el coet va explotar en la plataforma de llançament. Els altres tres intents fins a 1972 també van ser fiascos, i el programa d'aquest llançador pesat també es va abandonar. Tots aquests contratemps van empènyer a l'URSS a abandonar tots els seus programes en relació amb la Lluna el 1974. Les naus Soiuz, en canvi, van ser conservades, modificades, i s'han utilitzat des de llavors en formes avançades.
Un fet que sens dubte va afectar fortament al programa soviètic, va ser la mort del seu líder, Koroliov, el 1966, després d'una intervenció de cirurgia. El seu reemplaçament, Vassili Michine, tenia menys autoritat, i no va aconseguir l'èxit del seu predecessor. Una altra dificultat es va deure a les fortes lluites internes dins de la NI-88, que va empènyer el cap de l'oficina dels motors Glouchko, per exemple, a negar-se a treballar en el N1 amb Koroliov o el seu successor, en Michine. En Michine va escriure les causes, que d'acord amb això, els soviètics els van donar la raó:
1. Els Estats Units tenien un 'millor potencial científic, tècnic i econòmic';[P 1]
2. Mentre que els Estats Units, la Lluna era una prioritat i una qüestió nacional en la carrera espacial, els mateixos mitjans no estaven disponibles per als enginyers soviètics;[P 1]
3. L'URSS, a més, no havia pres molt seriosament Kennedy, i es va conformar, durant molt temps, amb el projecte d'un simple sobrevol de la Lluna, mentre que els Estats Units estava treballant des del principi en l'allunatge;[P 1]
4. Finalment, l'URSS havia subestimat la magnitud de la tasca.[P 1]

L'abandonament de la cursa a la Lluna no va ser un punt que va afavorir l'URSS, els soviètics van decidir canviar de direcció i enfocar-se en un altre objectiu de prestigi, les estacions espacials, i les proves de llarga durada a l'espai. Però més enllà de les qüestions propagandistes, els grans pressupostos gastats en la cursa a la Lluna, van ser una de les causes del col·lapse de l'URSS.

### Missions lunars

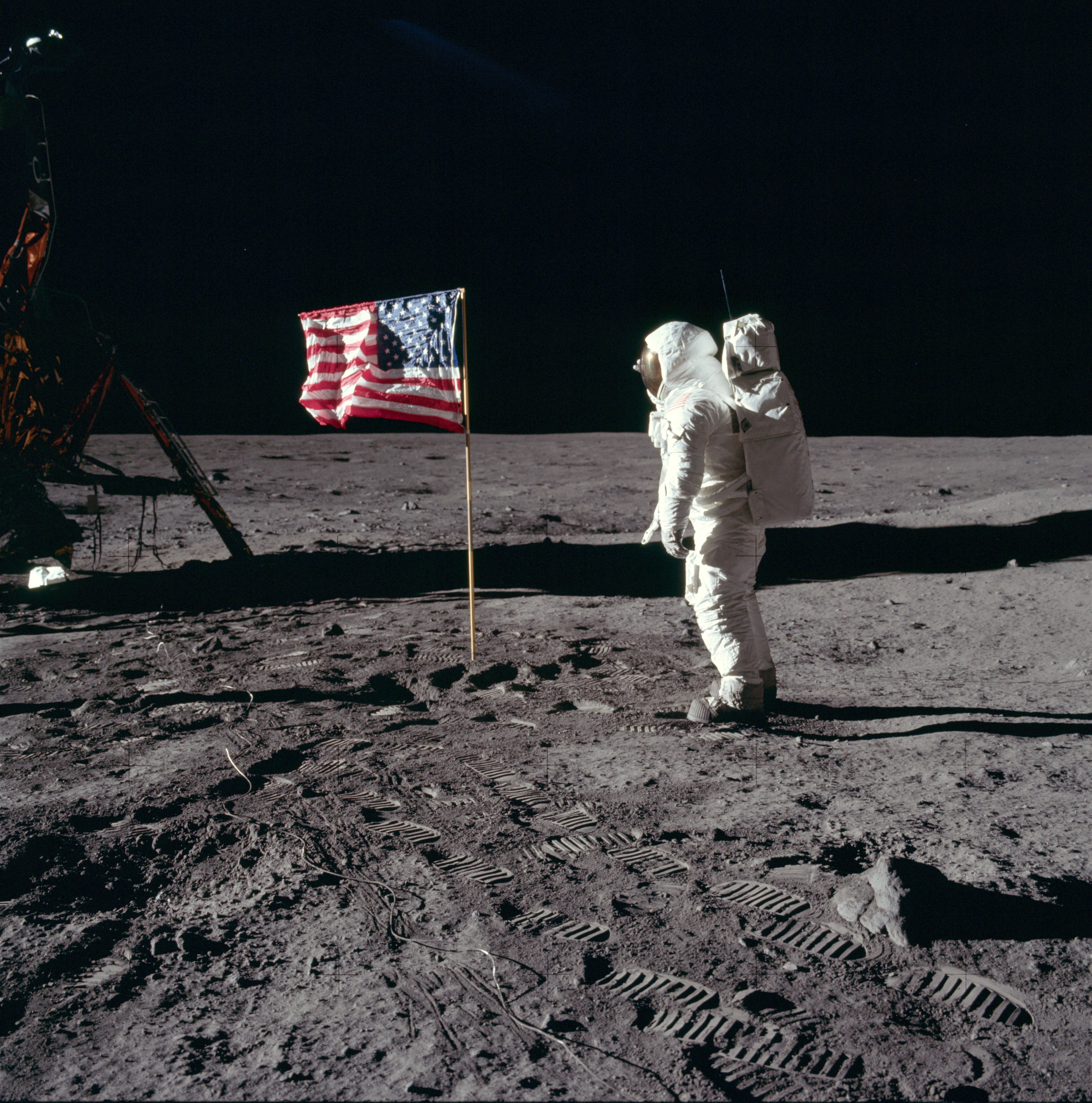
Buzz Aldrin a la Lluna.

La missió Apollo 11, va tenir èxit just per mesos abans de la data límit donada per Kennedy, sovint es presenta com l'esdeveniment més important de la conquesta de l'espai. El 16 de juliol de 1969, a les 9h32, Neil Armstrong, Michael Collins i Buzz Aldrin van ser enviats per un Saturn V cap a la Lluna, amb el mòdul de control Columbia i el LM Eagle. El viatge cap al satèl·lit de la Terra, va anar bé, però Neil Armstrong i Buzz Aldrin (Michael Collins va restar en òrbita al CSM) van tenir un moment d'ansietat quan, durant el descens a la superfície lunar, l'ordinador de bord, es va saturar, disparant-se una alarma. La decisió va ser presa per Steve Bales del centre de Houston de continuar el descens en mode manual, i el 19 de juliol a les 4h17 (hora del centre Kennedy) el LM Eagle va aterrar amb èxit. Poques hores van passar abans del primer pas d'un home en una superfície que no fos la de la Terra: a les 10h56, Armstrong va caminar sobre la Lluna. Seguit de realitzar una petita exploració i agafar roques lunars, llavors els astronautes van partir en 1h54.
Després d'aquesta missió, l'opinió pública va tenir menys en compte les següents missions. L'Apollo 12, va partir el 14 de novembre de 1969, no va tenir cap problema, i va portar peces de la sonda Surveyor 3. D'altra banda, l'Apollo 13, llançada l'11 d'abril de 1970, va recordar les dificultats i els riscos de la conquesta de l'espai: el 13 d'abril a 320.000 quilòmetres de la Terra, una rutina de tractament en un tanc d'oxigen CSM va desencadenar en un curt circuit seguit d'una explosió, que va tallar al mateix temps l'alimentació d'electricitat. La nau, per tant, no es podia controlar, i els astronautes es van instal·lar al LM. Viatjaven en condicions difícils, i després de 5 dies i 23 hores, van recuperar el CSM, abandonar el mòdul de servei i utilitzar el LM per l'aterratge. Els tres astronautes finalment van poder tornar a la Terra sense danys. El 31 de gener de 1971, l'Apollo 14 es va enlairar en missió científica (geològica), que no estava ben atesa pels problemes polítics al Vietnam. L'Apollo 15, el 26 de juliol de 1971, va partir amb el suport d'un nou mitjà de transport, un Jeep lunar, i van tornar cap a la Terra amb una roca de 'mantell original' de la Lluna (núm. 14515, 'Roca Gènesi'). Les dues últimes missions, l'Apollo 16 i 17, el 16 d'abril i el 7 de desembre de 1972 es va dur a terme sense més problemes; l'Apollo 17 va portar un geòleg civil, Harrison Schmitt, i va ser l'únic civil que ha estat a la Lluna.

### Al món

#### Canadà
Els canadencs van ser en els inicis dels primers satèl·lits artificials. L'Alouette 1, tenia com a missió estudiar la ionosfera, va ser llançat el 29 de setembre de 1962 per un llançador americà Thor-Agena.

#### França

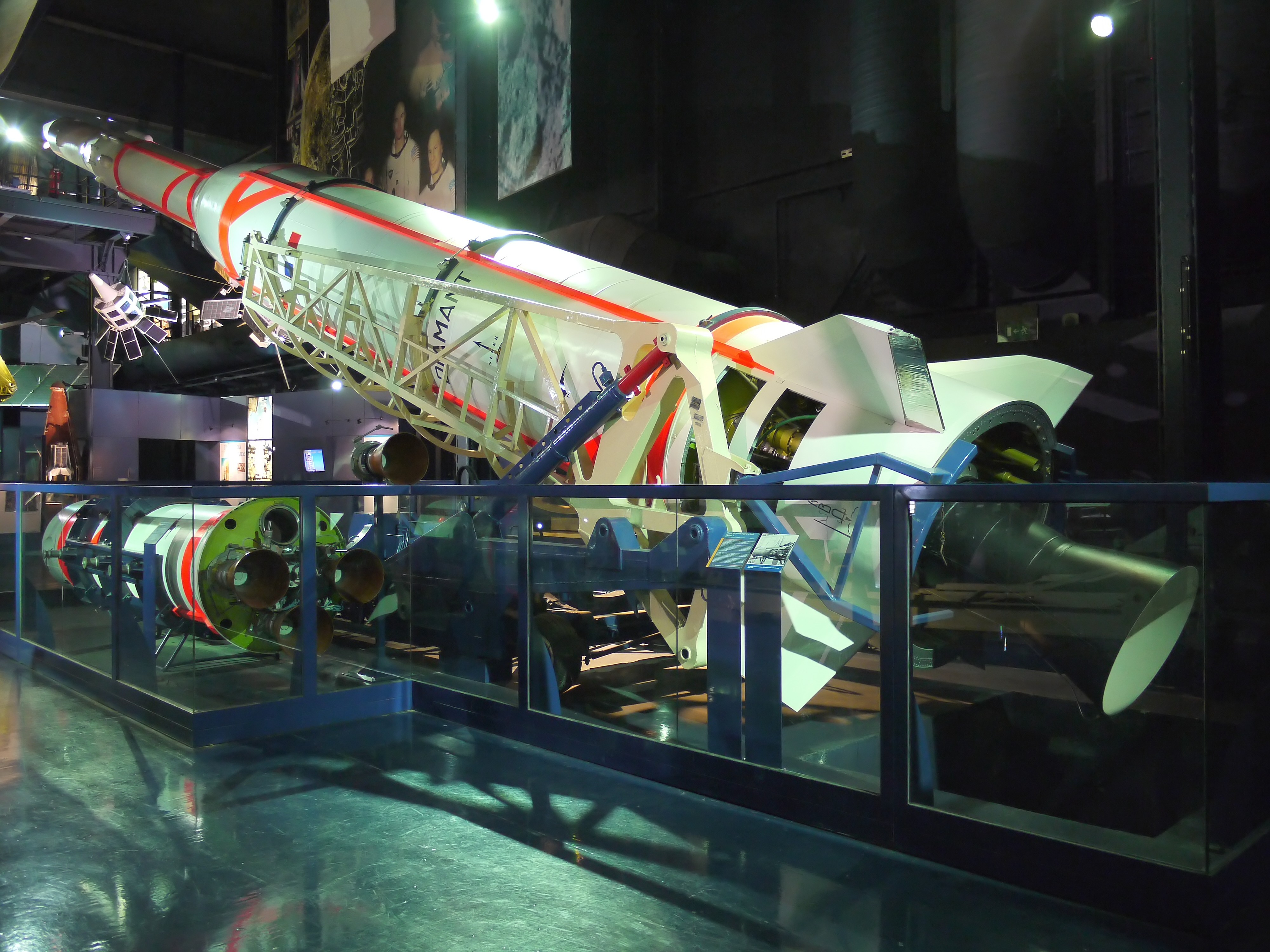
Coet Diamant A.

Els francesos van continuar durant els anys 60 en experimentar els coets de puls o els de carburant líquid. En aquesta època, sota el govern de Charles de Gaulle, França crea el CNES (Centre nationale des études spatiales, o bé en català Centre nacional d'estudis espacials) el març de 1962. Les proves mèdiques es van provar en una rata (Hector) i un gat (Félicette), el 22 de febrer de 1961 i el 18 d'octubre de 1963, els animals van ser recuperats il·lesos. França va idear una sèrie de noms de llançadores relacionats amb pedres precioses, la més evolucionada, el coet Diamant, es va utilitzar per llançar el satèl·lit A1, amb el malnom d'Astérix, el 26 de novembre de 1965 a les 14h 47m 41s (hora local), des de la zona de llançaments d'Hammaguir, a Algèria. Aquest satèl·lit, d'un pes de 39 o 47 kg, es va dissenyar en concepció militar i contenia instruments destinats per verificar la seva òrbita, que va resultar ser de 530 km de perigeu i 1820 km d'apogeu. En una o dues hores va haver-hi la por al fracàs, per l'alliberament no intencionat de la tapa que guardava les antenes del satèl·lit, fent el senyal difícilment captable. La missió va ser finalment un èxit, que va posicionar França com el tercer país, després dels Estats Units i l'URSS, amb l'èxit de llançament de coet i posada en òrbita d'un satèl·lit. El llançador Diamant va ser utilitzat per altres missions de posada en òrbita de satèl·lits científics o de telecomunicacions fins a 1976. Entre elles, els satèl·lits geodèsics Diapason, Diadème I i II, llançats el 17 de febrer de 1966, i el 8 i 15 de febrer de 1967.
Malgrat aquests èxits, el llançador francès no era prou potent per transportar càrregues pesades o òrbites geoestacionàries, degut en gran part a la tercera etapa no és prou potent. D'altra banda, el satèl·lit FR-1 va ser llançat per un coet americà Scout el 6 de desembre de 1965. En la independència d'Algèria, el govern francès va preferir deixar la base d'Hammaguir, i va triar, el 14 d'abril de 1964, la zona de Kourou, en una posició ideal per aprofitar l'efecte de profunditat, però aquestes instal·lacions es construirien en un entorn complex.
El programa Diamant-B va començar el 30 de juny de 1967, sota la direcció del CNES. L'objectiu era, malgrat un pressupost limitat, millorar la potència del Diamant-A, per permetre col·locar càrrega en LEO de 100kg. el primer llançament del nou coet es va realitzar el 10 de març de 1970, i va posar en òrbita els satèl·lits alemanys Mika i Wika, originalment planejat per ser llançats pel coet obsolet Europa II (vegeu la secció següent). Malgrat el trencament d'un dels satèl·lits a causa del xoc causat per l'efecte pogo, aquest fou el primer llançament cap a l'òrbita amb càrrega d'un país estranger. Es van efectuar cinc llançaments, però els dos últims van ser un fracàs. Es va continuar sota el programa Diamant-BP4, tractant d'augmentar de nou la càrrega útil, i el coet va col·locar en òrbita amb èxit els seus satèl·lits, en els seus tres únics llançaments del 6 de febrer al 27 de setembre de 1975.

#### Europa

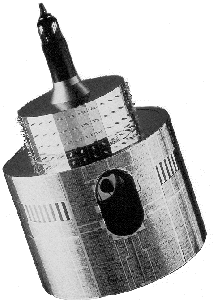
El satèl·lit Meteosat.

Europa va crear dues agències el 1964: l'ESRO (European Space Research Organization en anglès), on participen set països per desenvolupar satèl·lits, i l'ELDO (European Launcher Development Organisation), on participen 10 països per desenvolupar un llançador. El llançador europeu Europa-1 constava del míssil britànic Blue Streak per a la primera etapa, d'una segona etapa francesa anomenada Coralie, i una tercera etapa alemanya anomenada Astris. Aquest coet multietapa, va rebre problemes de competències i manca de coordinació, provocant el fracàs del projecte. El coet Europa-2, en aquest cas, sota l'ègida de França, per corregir els errors anteriors, no funcionava com s'esperava, i el projecte va ser abandonat el 1972. Per contra, la creació de satèl·lits, com per exemple el Meteosat, va ser tot un èxit, tot i que, sense llançadors, va ser a càrrec pels Estats Units.

#### Japó
L'ISAS va ser creat els anys 1960, i com a resultat, van crear diversos petits llançadors, els Lambda (L) i Mu (M), que van ajudar a llançar el primer satèl·lit (de proves) japonès anomenat Osumi l'11 de febrer de 1970.
Durant l'any 1969, es va veure la creació de la National Space Development Agency of Japan (NASDA), una altra agència espacial, en part, en competència amb l'ISAS: no obstant això, el programa de l'ISAS es va centrar en l'exploració de l'espai (per sondes i satèl·lits), mentre que la NASDA ho va fer en la creació de llançadors, satèl·lits comercials, i els vols espacials tripulats. Van llançar la sèrie de coets N, derivats dels llançadors Delta americans.

## Després de la Lluna
L'Apollo 11 va ser el començament d'una flexibilització en la carrera espacial entre les dues superpotències; els enormes pressupostos de la cursa a la Lluna no podien ser atesos per la NASA, com tampoc la NII-88. L'objectiu global de les agències era preparar una presència permanent a l'espai, reduir costos i controlar les persones a l'espai en llarga duració.
Als Estats Units, per tant, la NASA va tractar de ser pragmàtica. Va començar el programa del transbordador espacial, les missions Apollo 18, 19 i 20 van ser cancel·lades, i els coets Saturn restants es van dedicar al programa de l'estació espacial Skylab. Els projectes de l'estació espacial, ja existien, com el MOL (Manned Orbital Laboratory) de la Força Aèria, aprovat el 1965, però després abandonat el juny de 1969 per economitzar 1,5 miliards de dòlars americans.
Els soviètics van canviar el seu objectiu abans que els Estats Units; el Soiuz 9, llançat l'1 de juny de 1970, es va mantenir 19 dies en òrbita, batint el rècord de permanència a l'espai, però els cosmonautes es van afeblir abans del seu retorn: els seus músculs es van atrofiar i es van mostrar incapaços de caminar sense ajuda; la presència d'un home durant una llarga duració en òrbita no era trivial.

### Primeres estacions espacials

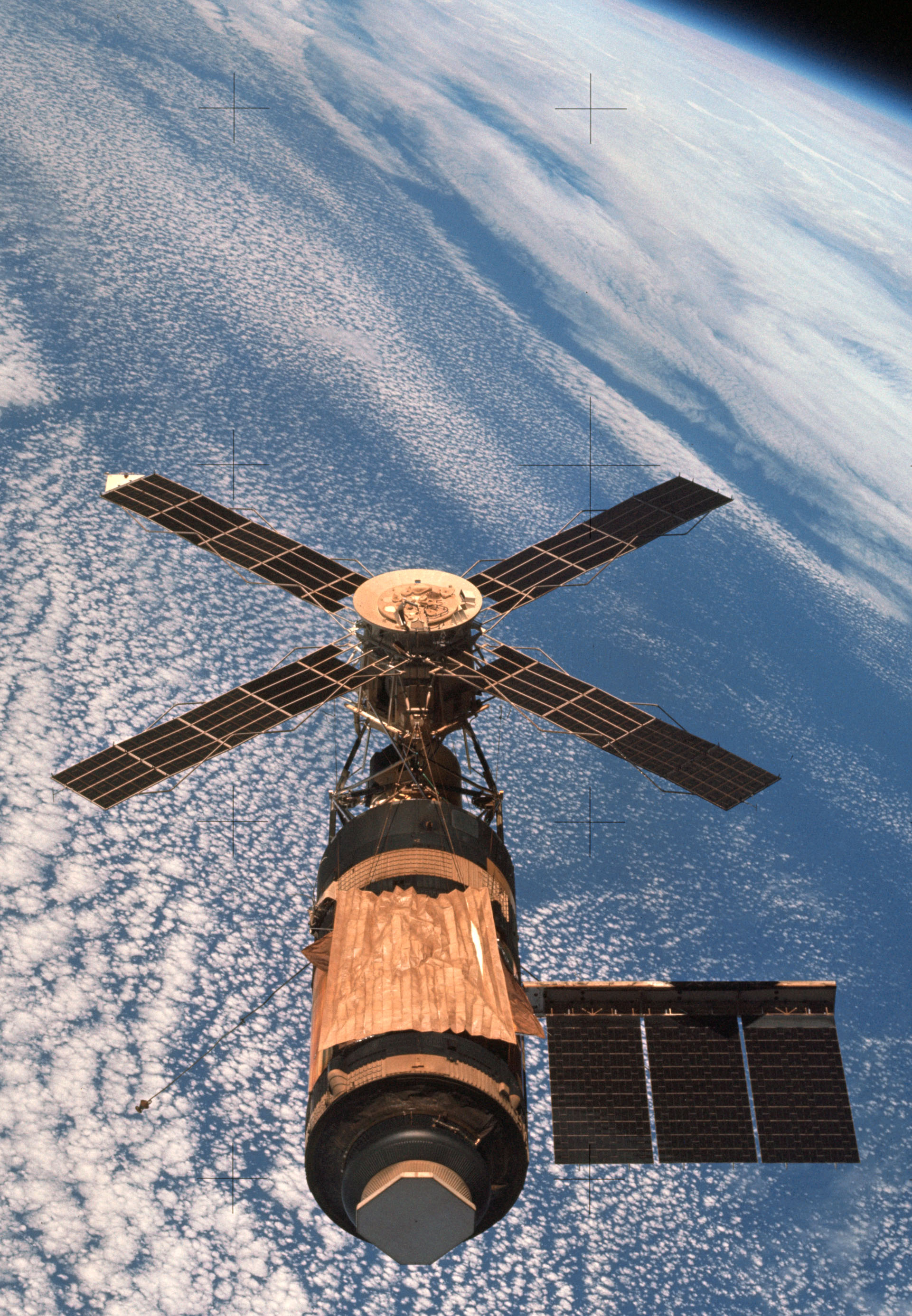
L'Skylab en òrbita, sense un dels seus panells solars. Es va afegir un escut tèrmic (la placa daurada), durant les reparacions.

L'Skylab va ser originalment un projecte americà d'una gran estació, però a causa de les retallades pressupostàries, es va reutilitzar el projecte en part per recollir material de les missions Apollo cancel·lades, i l'estació es va construir en un tram de coet Saturn IB, en el lloc dels motors i els tancs. L'estació pesava 100 tones, amb 24,6 metres de llargada i 6,6 de diàmetre, contenia material científic (incloent-hi un telescopi) i les instal·lacions necessàries per a la vida dels ocupants (incloent-hi una dutxa). L'Skylab va ser llançat el 14 de maig de 1972 des de Cap Canaveral, però la fase final de l'òrbita no va anar bé: l'escut de protecció tèrmica i un dels dos panells solars van ser arrencats, i el segon panell no es va desplegar completament. Tres astronautes van partir dins d'una nau Apollo el 24 de maig, i van arribar amb la dificultat per arreglar el panell solar restant, i afegir una protecció tèrmica dissenyada en urgència per terra. Es va poder utilitzar l'estació, fer alguns experiments científics, i van tornar el 22 de juny. Van continuar diverses missions, com el Skylab 3, llançat el 28 de juliol de 1973, que va batre el rècord de permanència amb 58 dies. L'estació Skylab va ser destruïda l'11 de juliol de 1979 després d'haver estat habitada en 171 dies, pel fet que el transbordador espacial previst per a les tripulacions a l'estació no estava llest. Va ser construïda, una segona Skylab (de vegades anomenada Skylab B), però mai va ser utilitzada a causa del pressupost.
L'URSS estava treballant en una estació espacial per a fins militars anomenada 'Almaz'. Es va utilitzar com a base per a una estació civil competint amb la Skylab. El resultat va ser la Saliut, una estació de 18,9 tones, 16 metres de llargada, 4,15 de diàmetre i 90 m³ de volum. La Saliut 1 va ser la primera estació espacial en òrbita, llançada el 19 d'abril de 1970. El Soiuz 10, va ser llançat el 23 d'abril, que va intentar arribar a la Saliut, però va tenir un problema d'acoblament, i els cosmonautes van haver de tornar a terra sense poder entrar a l'estació. La tripulació de la Soiuz 11, el 6 de juny de 1971 va poder penetrar a l'estació, però es van haver d'enfrontar a un incendi però el van controlar. Van sortir de la Saliut el 29 del mateix mes. La missió va ser tot un èxit, però va acabar en tragèdia: una vàlvula de pressurització defectuosa va deixar anar l'oxigen de la càpsula de retorn, i els 3 cosmonautes, sense equips d'escafandres (per manca de lloc) van morir d'asfíxia. L'estació Saliut 1 va ser destruïda intencionadament, l'11 d'octubre de 1971, però el coet per llançar el seu successor va esclatar durant el seu llançament el juliol de 1972. El nom Saliut 2 va ser reutilitzat durant la posada en marxa d'una estació Almaz, l'abril de 1973, denominació que permetia ocultar els seus orígens militars. Desafortunadament, va ser un nou fracàs, una pèrdua de pressurització va deixar l'estació inhabitable; així que va ser destruïda dos mesos més tard. L'estació Saliut 3, llançada el 25 de juny de 1974, que també era un Almaz de l'exèrcit soviètic, va gaudir de més èxit. Per enfocament estratègic, contenia càmeres de fotografiar, dispositius de detecció, com també un canó de 23 o 30 mm que va ser provat en un satèl·lit objectiu el gener de 1975. Va ser a priori, el primer ús d'una arma des de l'espai per destruir un objectiu. La Saliut 4, era civil, que va ser llançada el 2 de desembre de 1974, i visitada per la tripulació de la Soiuz 17. La tripulació següent, el 5 d'abril de 1975, va patir greus problemes en l'enlairament, durant la separació de la 2a etapa del coet: la nau Soiuz va ser separada del coet per accident i la tripulació va descendir a la Terra, afortunadament sense danys. L'URSS va amagar el fracàs de la missió pel canvi de nom a Soiuz 18a, i va restaurar el nom de Soiuz 18 a la missió següent, que va ser llançada el 24 de maig de 1975, i la tripulació, es va mantenir 63 dies a bord de la Saliut, establint un nou rècord de temps en òrbita.

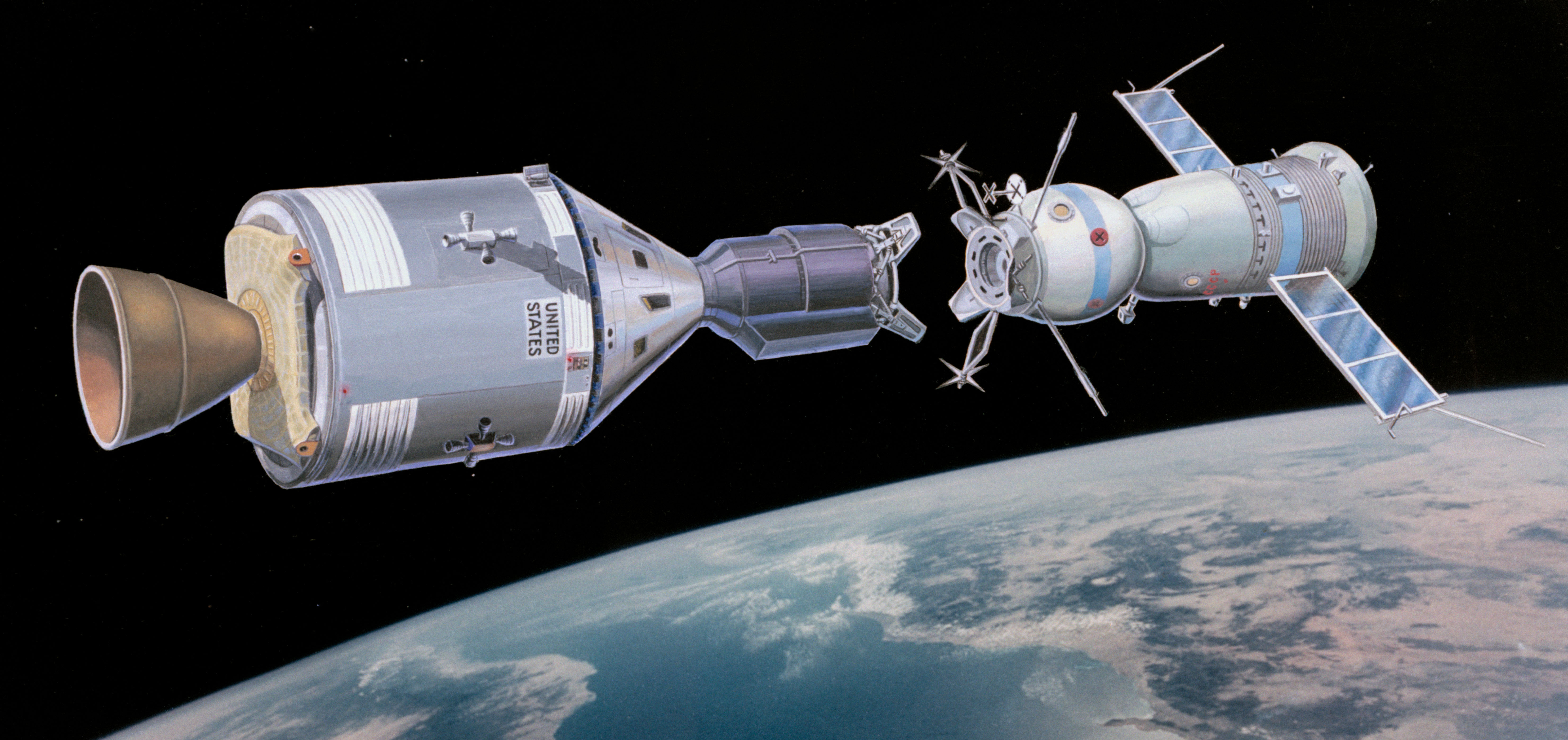
Il·lustració artística de l'encontre entre les naus Apollo i Soiuz

Enmig d'aquesta competència militar entre els dos països (la tensió, però, va ser menor que uns anys abans), va sorgir un projecte entre els EUA i l'URSS: que va fer reunir a l'espai els equips dels dos blocs. Va ser desenvolupat entre Léonid Brejnev i Richard Nixon, i llavors per Jimmy Carter, aquest projecte estava programat originalment per satisfer les estacions Skylab i Saliut, però llavors va ser modificat el 1972 per a un encontre entre les naus Apollo i Soiuz (ASTP per Apollo Soiuz Test Project), per l'ús d'un mòdul d'acoblatge comú, que podria ser utilitzat per ambdues nacions per rescatar la tripulació d'una altra nació. El 15 de juliol de 1975, la Soiuz 19 va partir de Baikonur, l'Apollo de Cap Canaveral, i les dues naus es van acoblar dos dies més tard, permetent als dos equips, retrobar-se.
Els soviètics van continuar enviant estacions en òrbita, mitjançant la contínua superació dels límits de permanència a l'espai. La Saliut 5 (una estació Almaz) va ser llançada el 22 de juny de 1976 i es va mantenir 412 dies en òrbita. Va ser visitada per la Soiuz 21, que va haver d'abandonar en una situació d'emergència a causa de fum a l'estació; la Soiuz 23 no va arribar perquè no era segur, i la tripulació de la Soiuz 24 va ser l'última de l'estació. La Saliut 6 i la 7, llançades el 29 de setembre de 1977 i el 19 d'abril de 1982, eren les versions civils més avançades; van utilitzar entre d'altres la nova nau Progress com a mòdul de subministrament. Aquesta nau, relativament simple, s'ha utilitzat fins a 2009, permetent subministraments i recollint els residus de l'estació, llavors consumits en l'atmosfera. La Saliut 6 va estar habitada per al voltant de 680 dies i va donar la benvinguda, per primera vegada, un cosmonauta estranger, el txecoslovac Vladimir Remek. La Saliut 7 es va mantenir 3216 dies en òrbita (9 anys), el que òbviament era un nou rècord, i va ser ocupada durant 1075 dies. La Saliut 6 i 7 van permetre a l'home viure veritablement a l'espai (Leonid Kizim, Vladimir Solovyov i Oleg Iourievitch Atkov van passar 237 dies el 1984), realitzant EVAs i allotjant astronautes internacionals (entre ells el francès Jean-Loup Chrétien que es va quedar una setmana el juliol de 1982).

### Sondes planetàries
El Programa Mariner fou un programa de llançament de vehicles espacials de la NASA realitzat entre 1962 i 1973. El JPL (Jet Propulsion Laboratory) de la NASA va dissenyar i construir deu naus espacials denominades Mariner, la missió de les quals era explorar els planetes Venus, Mart i Mercuri per primera vegada, i posteriorment tornar a Venus i Mart per a una exploració més detallada. L'última de les naus, la Mariner 10, va realitzar un sobrevol (flyby) de Venus, per a després, realitzar un total de tres aproximacions a Mercuri. La penúltima nau, la Mariner 9, va ser la primera a deixar en òrbita una sonda al voltant d'un planeta, en aquest cas Mart, i romangué un any en òrbita per procedir a cartografiar la seva superfície i realitzar mesuraments específics.
Les sondes Mariner eren de mida relativament reduïda, i el seu llançament es va realitzar mitjançant un coet model Atlas, i el sistema propulsor de l'última fase un coet model Agena o Centaur. El seu pes rondava la mitja tona (sense el combustible del propulsor a bord de la sonda). Cada una de les seves missions es va completar en un període d'entre uns quants mesos i un o dos anys, i fins i tot, una de les naus va sobrepassar aquesta limitació i es va mantenir operativa durant tres anys. Les sondes Mariner 1, Mariner 3 i Mariner 8 no van superar la fase de llançament. De la resta de sondes, cap, no es va perdre en vol en direcció a les seves destinacions, i totes elles van completar amb èxit els seus objectius. Cada una de les naus portava incorporades, uns plafons solars per poder rebre energia del Sol i un reflector parabòlic capaç d'apuntar sempre a la Terra. Així mateix, la seva càrrega incloïa una sèrie d'instruments científics. Alguns, tals com les càmeres, haurien de ser autoenfocades al cos celeste que estigués sent estudiat. Altres instruments no serien autoenfocables, i el seu objectiu seria el d'estudiar fenòmens tals com els camps magnètics i les partícules carregades. Així mateix, els enginyers responsables van proposar un sistema d'estabilització de la sonda a tres eixos, la qual cosa significa que, a diferència d'altres sondes espacials, aquestes no rotarien sobre si mateixes.
El Programa Voyager fou una sèrie de dues sondes interplanetàries no tripulades de la NASA amb l'objectiu d'investigar Júpiter i Saturn. Inicialment concebudes dins del programa Mariner, finalment foren considerades una missió independent i rebatejades com a Voyager; les dues sondes del programa foren la Voyager 1 i la Voyager 2.
Les dues missions del programa Voyager han estat un dels majors èxits de la NASA. El programa fou dissenyat per treure partit d'una oportuna alineació planetària avantatjosa dels planetes exteriors durant els darrers anys de la dècada de 1970. Aquesta posició de Júpiter, Saturn, Urà i Neptú, que ocorre una vegada cada 175 anys, donava a una sonda espacial que seguís una particular trajectòria la possibilitat de passar prop d'un planeta, observar-lo i, aprofitant-ne l'assistència gravitatòria, seguir el seu viatge fins al següent planeta. Així, l'ús dels propulsors propis de la nau es limitava a realitzar petites correccions en la trajectòria. A més, va facilitar la realització de l'anomenat retrat de família.
A més de la seva missió principal, la Voyager 2 també aconseguí explorar Urà i Neptú. Les dues sondes van obtenir una gran quantitat d'informació sobre els planetes gegants del sistema solar i pogueren posar límits molt més estrictes a la possible existència d'un gran planeta més enllà de Plutó. Actualment els dos vehicles, juntament amb la Pioneer 10 són els objectes humans més llunyans i s'estan acostant a què es considera el límit del sistema solar: allà on la influència del vent solar queda anul·lada pel medi interestel·lar. Les fonts d'alimentació elèctrica de les dues sondes continuen en funcionament i permeten que segueixin enviant dades cap a la terra, de manera que s'espera poder detectar l'heliopausa del sistema solar en un futur pròxim.

### Transbordadors espacials

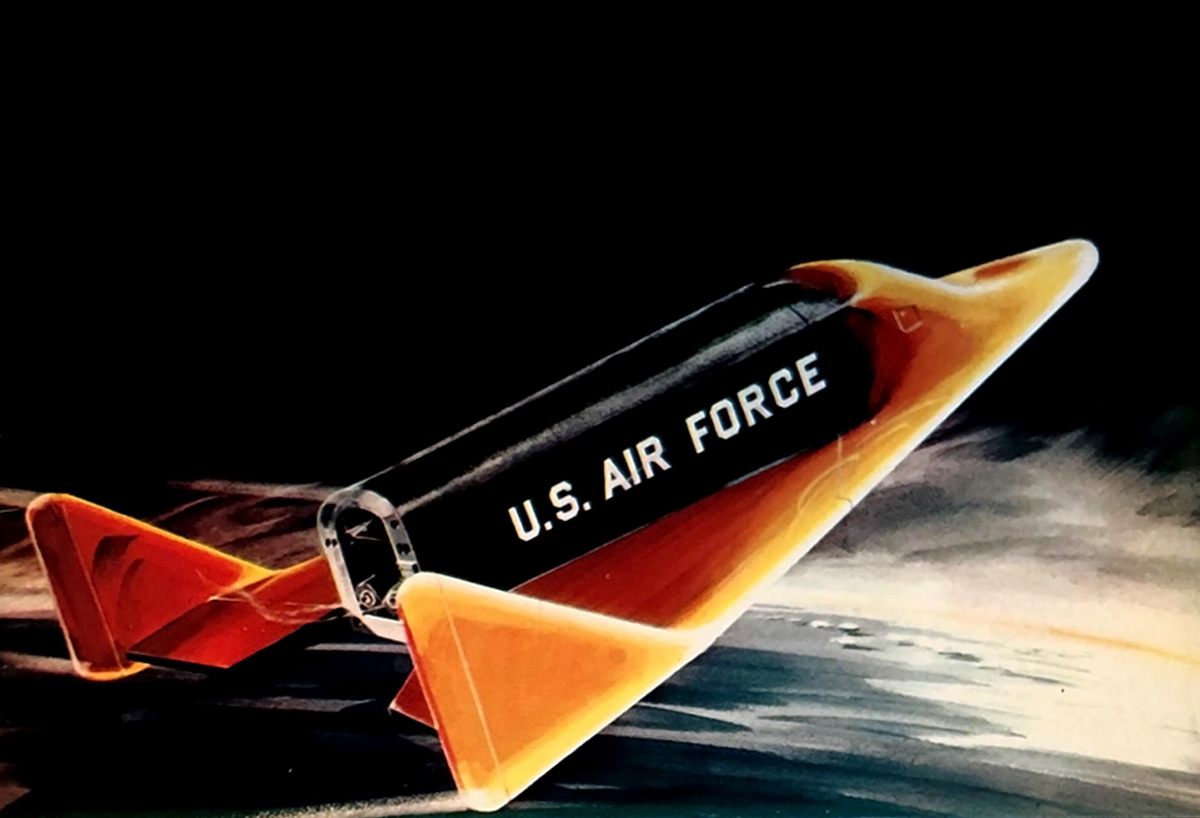
Il·lustració artística del X-20 Dyna-Soar.

Des del 1969, després de l'Apollo 11, la NASA era conscient de la necessitat de reduir el cost dels programes espacials. Una de les maneres d'estalviar diners és tenir un equip reutilitzable: fins ara, els coets, càpsules i naus estaven destinades a un sol ús. Aleshores, hi havia diversos estudis en marxa, com el X-20 Dyna-Soar, un transbordador imaginat per la Força Aèria de 1957 a 1962 que havia de ser llançat per un coet Titan, o el programa Lifting Bodies de la NASA, d'avions fuselatge que havien de garantir sustentació (per millorar la relació en pes/eficàcia de càrrega útil), o finalment el projecte RT8, un avió gran capaç de deixar caure una nau espacial en altitud. Després de molts debats, el projecte de la llançadora va ser aprovada als EUA el 1972; l'objectiu era dividir els costos de llançament per 5 a 10. El transbordador ha d'estar equipat amb una zona de càrrega útil, d'un braç de manipulació, i ha de ser utilitzat per 100 llançaments. Un gran dipòsit d'hidrogen líquid i oxigen, i dos boosters per ajudar en l'enlairament del transbordador, que més tard, es desmuntarien. Finalment, els dos propulsors s'han de recuperar per a la seva següent reutilització. Per finançar aquest projecte, i pel fet que els coets semblaven obsolets, els programes de llançadors convencionals, com l'Atlas-Centaur van ser aturats.

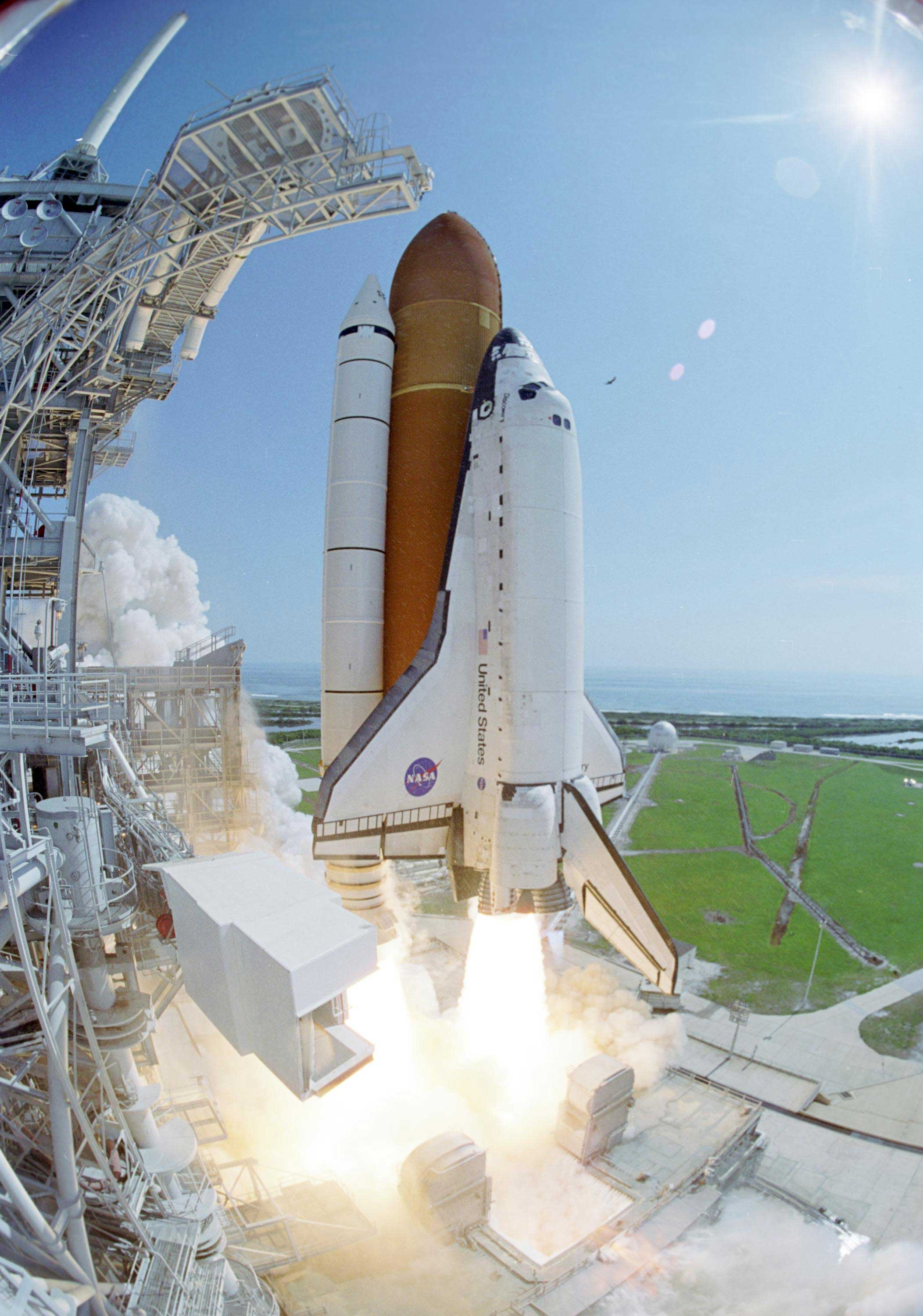
El Discovery durant la represa dels vols després de la tragèdia del Columbia.

El prototip Enterprise va ser construït del 1974 al 17 setembre de 1976, i es va provar muntat a la part posterior d'un Boeing 747 modificat, llavors en vol lliure. Al final, el transbordador feia 37,24 metres de llargària, 4,9 de diàmetre, 23,79 d'envergadura, pesava 68,586 tones buit i podia portar una càrrega útil de 27,85 tones. El primer vol va ser realitzat pel transbordador Columbia el 12 d'abril de 1981 en 4 hores, amb John Young i Bob Crippen a bord; va efectuar 36 òrbites a 300 km d'altitud sense preocupacions. Aquest èxit va ser ben rebut: els nord-americans, no tornaven a l'espai des de 1975 El Columbia va ser reutilitzat al final de les proves el 12 de novembre de 1981, llavors el 22 de març de 1982 (per un vol de vuit dies) i finalment el 27 de juny de 1982 (per un vol de set dies). El seu primer vol comercial va tenir lloc l'11 de novembre de 1982; va realitzar la seva missió amb èxit (va posar en òrbita dos satèl·lits de comunicacions i va complir els experiments científics), i va aterrar el 16 de novembre. Després d'aquests èxits, van ser produïts els altres transbordadors: el Challenger va estar llest a l'abril de 1983, el Discovery durant l'estiu de 1984 i l'Atlantis el setembre de 1985, i posteriorment van ser molt utilitzats. El 28 de novembre de 1983, la missió STS-9 va utilitzar l'Spacelab 1, un mòdul de laboratori pressuritzat creat per l'ESA, i col·locat en el compartiment de càrrega. Una segona versió, l'Spacelab 2, es va utilitzar fins a 1998. Durant el vol del Challenger STS-41 B que va partir el 3 de febrer de 1984, per primer cop, va ser posat en òrbita un home de manera lliure, sense cap enllaç amb la seva nau espacial: l'astronauta va utilitzar el MMU (Manned Maneuvring Unit), una unitat autònoma de 6 hores d'autonomia, que en realitat no va ser més utilitzat fins més endavant, a causa del risc. En l'abril de 1984, es van dur a terme les primeres reparacions de satèl·lits a l'espai: George Nelson i James van Hoften van reparar el Solarmax en el transbordador Challenger; el novembre, dos satèl·lits van ser capturats en vol, per la seva tornada a la Terra per revisar-los, i van ser després posats en òrbita.

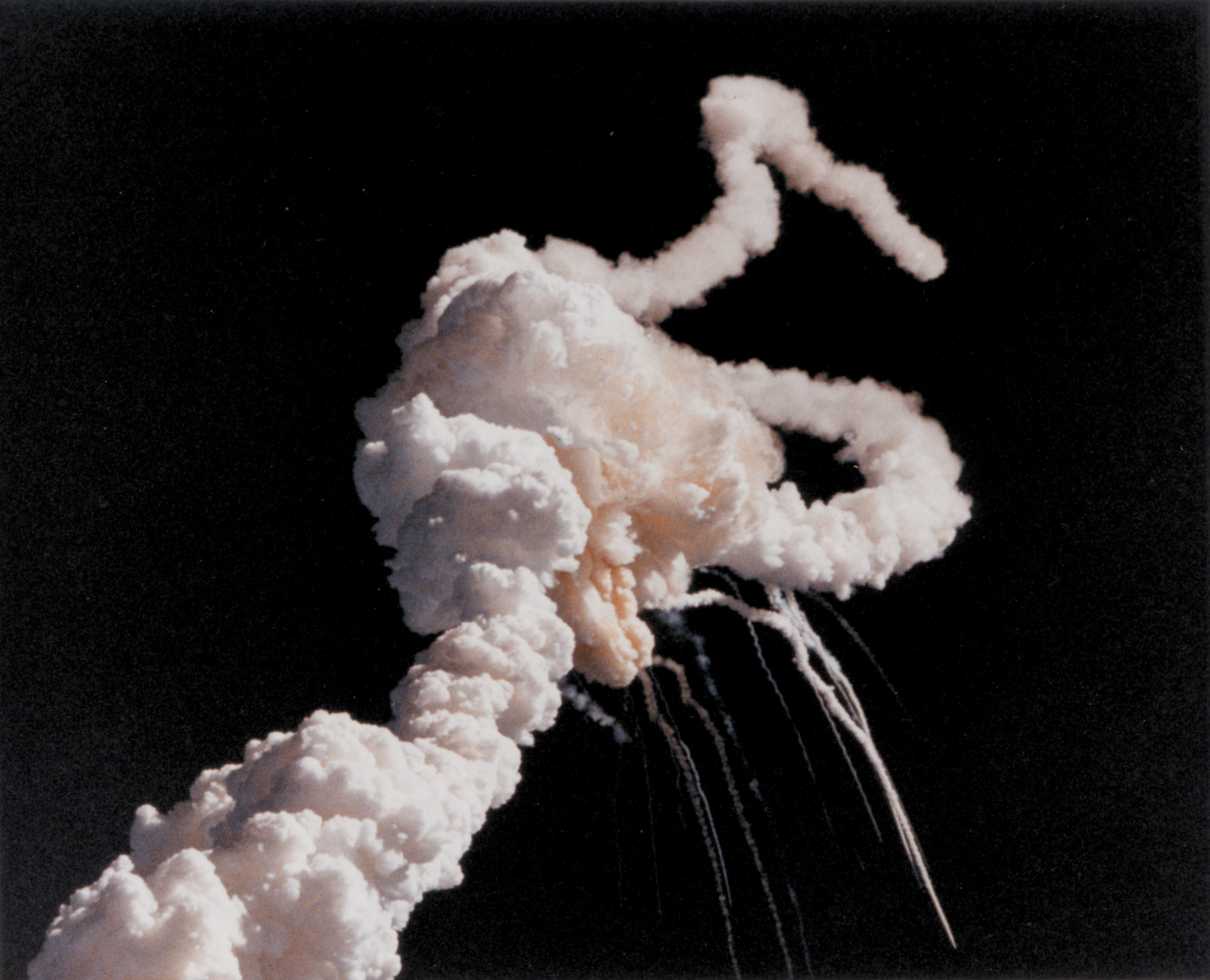
Accident del transbordador Challenger.

L'èxit de les missions va fer endormiscar l'opinió pública que va veure el vol espacial com quelcom banal; el retorn a la realitat va tenir lloc el 28 de gener de 1986, mentre que el Challenger va ser llançat en una època de fred extrem. Un dels precintes d'un booster, a causa de les gelades, va començar a cedir durant l'enlairament, i la flama resultant va cremar la fixació del reforç que el sostenia, colpejant el tanc i la llançadora es va separar. El xoc va ser encara més difícil per al públic que era més mediàtica que l'anterior, a causa de la presència de la mestra Christa McAuliffe a bord del transbordador. Van néixer les polèmiques sobre la possible oportunitat d'haver pogut salvar la tripulació, pel mal funcionament de la NASA, que havien estat advertits dels riscos causats per les juntes gelades, o el cost del programa. En conseqüència, l'exèrcit americà es va retirar del programa, i es van prohibir el vol dels transbordadors durant dos anys i mig, temps per millorar. James C. Fletcher, l'exdirector de la NASA, va reprendre les seves funcions.
Els vols es van reprendre amb el Discovery el 29 de setembre de 1988, i el transbordador destruït va ser substituït per l'Endeavour, construït el 1987 i va començar a volar el 1992. Una altra tragèdia va tenir lloc el 16 de gener de 2003, quan, durant l'enlairament, el caire d'atac de l'ala esquerra del Columbia va ser danyada per un bloc d'escuma aïllant del tanc. En tornar a la terra, l'1 de febrer, el transbordador es va desintegrar a causa de l'entrada d'aire i forces degudes a la velocitat aerodinàmica de mach 18). La tripulació va morir, i de nou, va tenir lloc la controvèrsia, pel fet que el problema plantejat per impactes amb peces d'escuma era comú i conegut per la NASA, que s'havien confiat. Els vols del transbordador es van aturar de nou, el que va perjudicar l'Estació Espacial Internacional que en depenia per a la construcció i subministrament. Va ser el Discovery, el 26 de juliol de 2005, que va reprendre els vols, però el transbordador va experimentar de nou un problema d'impacte amb l'escuma, i encara que no va haver-hi conseqüències per a la tripulació, els vols es van aturar altre cop. El 2006, va tenir lloc l'última represa dels vols, el 9 de setembre amb l'Atlantis.
Al final, el transbordador va demostrar no ser econòmic: no hi havia plans per a construir noves llançadores, així que les existents havien de volar amb més freqüència i, per tant, es desgastaven més ràpidament. A més a més, es va sobreestimar la longevitat d'alguns components (com el fràgil escut tèrmic); els temps i costos de manteniment van augmentar. Al final, els llançaments dels transbordadors van resultar ser més cars que els coets convencionals.

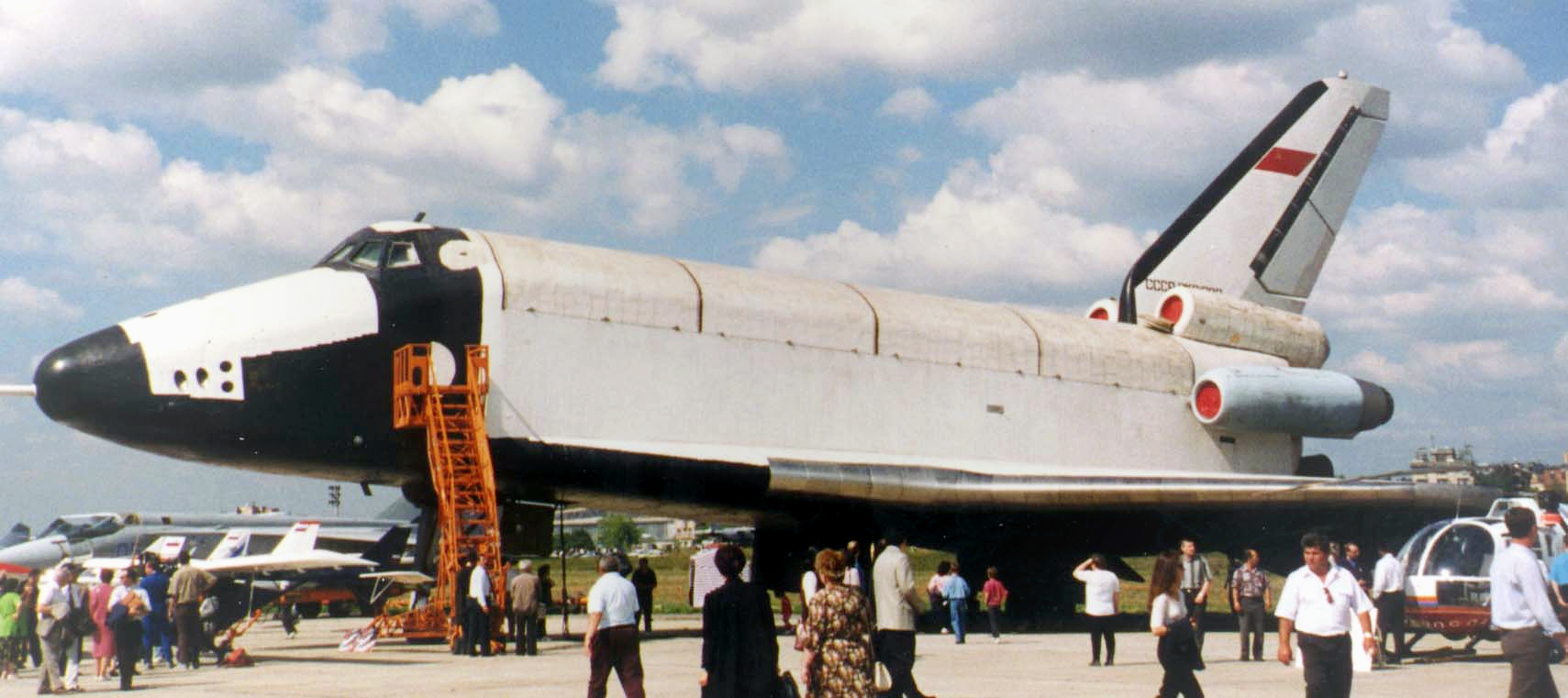
L'OK-GLI, un prototip de la llançadora Buran.

L'URSS, per les mateixes raons van empènyer el disseny del transbordador espacial soviètic. Hi havia, per exemple, el projecte MiG-105, però va ser finalment el programa de l'orbitador Buran (tempesta de neu en rus), el que permetria posar en òrbita càrregues de 30 tones, iniciant-se el 1971. Amb un disseny molt semblant al transbordador americà, el llançador tenia quatre propulsors líquids (els nord-americans en tenien 2), el transbordador posseïa reactors normals (els nord-americans eren motors de coet), i podia esser pilotat remotament, sense tripulació. Es van construir cinc prototips d'aquest orbitador entre 1984 i 1986, per realitzar diverses proves. El transbordador OK-1.01 va estar llest el 1986, transportat per un AN-225 com a plataforma de llançament, on va fer el seu únic llançament el 15 de novembre de 1988, sense càrrega i de forma remota. El vol va ser un èxit, però a causa del col·lapse de l'URSS, el programa no es va continuar. El Buran i el segon transbordador OK-0.02 (anomenat Buria o Ptichka) que estava gairebé acabat va passar a ser propietat del Kazakhstan, econòmicament incapaç d'utilitzar-lo. Signe de la decrepitud, el transbordador Buran va ser destruït el 2002, quan el cobert on s'emmagatzemava es va esfondrar.

### Coet europeu Ariane

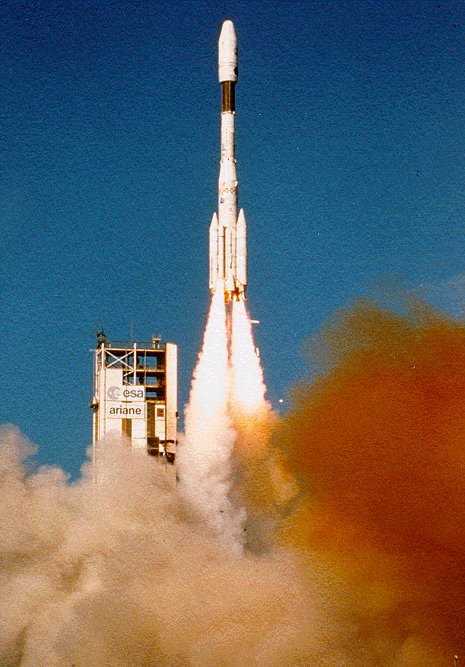
Primer vol de l'Ariane 4, el 15 de juny de 1988.

Malgrat el fracàs del coet Europa II el novembre de 1971 i l'abandonament del projecte Europa III, França havia proposat la creació d'un llançador de coets basat en el Diamant, el L3S. Els països europeus no es posaven d'acord: els britànics preferien finançar el seu satèl·lit marítim MAROTS, els alemanys el seu mòdul Spacelab transportat pel transbordador espacial. A més a més, l'etapa dels transbordadors reutilitzables, i a causa de les proposicions d'utilització dels llançadors americans, el projecte de llançador no semblava prudent. Tot i això, a causa de les severes restriccions imposades pels americans a canvi de la utilització dels seus llançadors, com en el llançament del satèl·lit Symphonie, i perquè, el 31 de juliol de 1973 a Brussel·les, els països europeus van poder posar-se d'acord per a ajudar-se els uns als altres per a finançar els seus projectes, el programa Ariane podria començar.

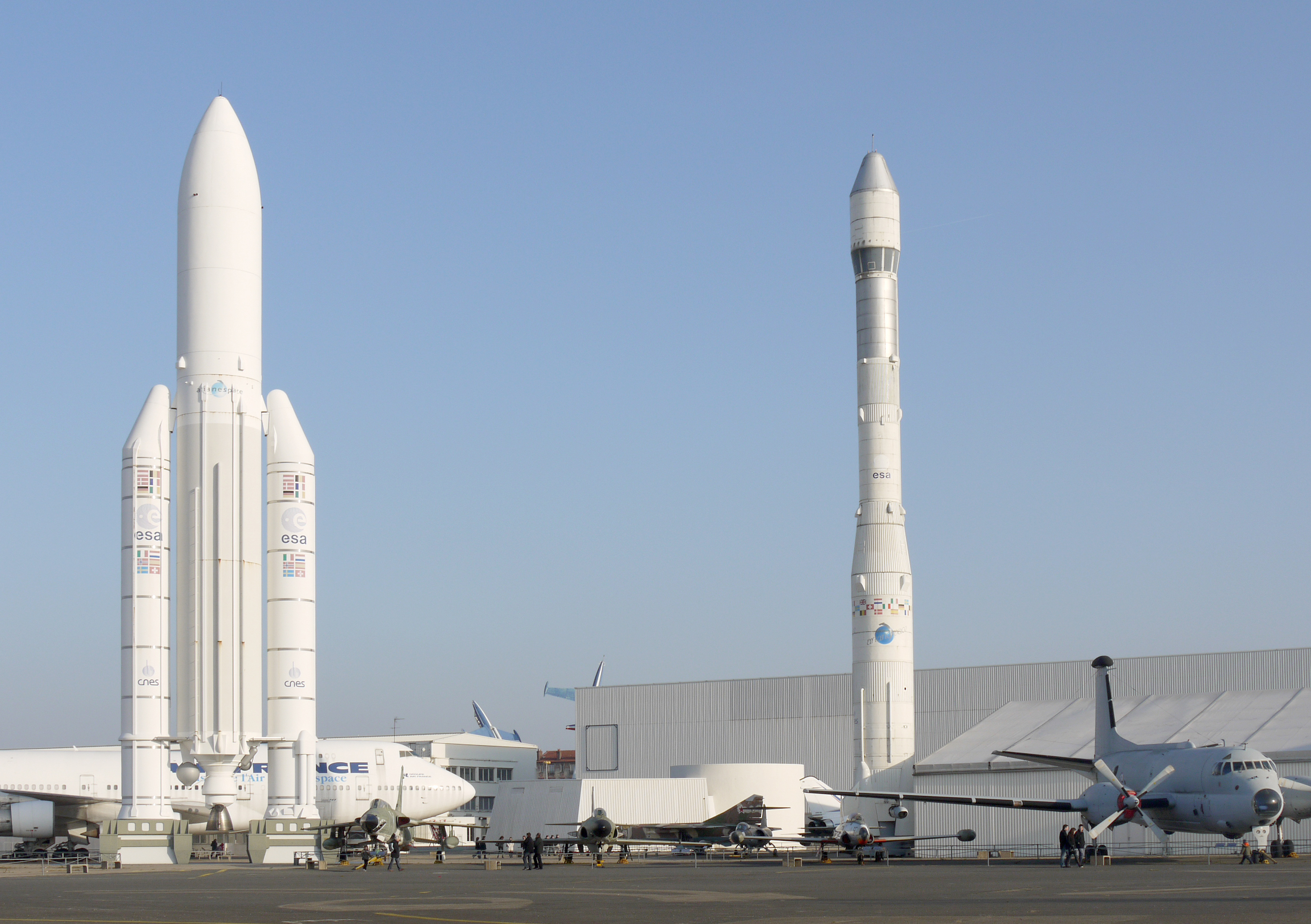
Models a escala 1:1 de coets Ariane 1 i 5.

Aquest programa, d'un cost de 2,063 miliards de francs va ser controlat principalment i finançat per França, que es va fer per evitar els errors deguts a problemes de comunicació entre els països participants: van assegurar el 60% del pressupost, i es van comprometre a pagar qualsevol excés sobre el 120% del programa. En contrapartida, el CNES francès va ser el mestre d'obra, l'aeroespacial i arquitecte industrial.
Les dues agències, l'ESRO i l'ELDO van ser fusionades el 15 d'abril de 1975, que va donar poc després el naixement de l'ESA (European Space Agency), constituïda per onze països (Alemanya, Bèlgica, Dinamarca, França, Regne Unit, Països Baixos, Irlanda, Itàlia, Suècia, Suïssa i Àustria, Noruega, Finlàndia), a més de l'ajuda del Canadà. Els països membres es van comprometre a pagar una determinada suma per finançar el programa conjunt, i tenir la capacitat per finançar altres projectes específics. Una empresa privada, Arianespace, va ser creada el 1980 per gestionar i comercialitzar el nou llançador europeu.
L'objectiu del programa europeu Ariane era ser independent de les tecnologies americanes i russes, i llançar un o dos satèl·lits governamentals per any; no es va donar una important activitat comercial. L'ús de la base de llançaments de Kourou, inaugurat el 1968, era un avantatge per la seva localització a l'equador, posició que augmenta les capacitats de llançaments de coets. El primer coet Ariane estava dotat de tres etapes, mesurava 47 metres d'alçada, pesava 210 tones, i gràcies al seu empenyiment de 240 tones, podria col·locar en òrbita satèl·lits geoestacionaris de 1700 kg. La primera prova de llançament va tenir lloc el 15 de desembre de 1979, però un problema de sensor de pressió va fer aturar els motors; una segona prova, el 22, va ser cancel·lada a causa d'un problema amb la seqüència d'arrencada. Finalment, el darrer llançament de prova, el 24 de desembre va funcionar a la perfecció.
La carrera d'aquest llançador, va començar el 24 de desembre de 1979 i va acabar al final de 1998, sent tot un èxit amb 110 dels 118 llançaments reeixts, l'empresa llançadora es va atorgar el 50% de la quota de mercat. L'Ariane va ser llavors reutilitzat i modificat, i les versions 2, 3 i llavors la 4 van experimentar el mateix èxit i va posicionar Europa com un actor important en l'economia espacial. Un pressupost de 42 miliards de francs es va assignar a la creació d'un llançador totalment nou, l'Ariane 5, dotat amb un motor nou, el Vulcain, que gaudia de major potència i permetia reduir costos i utilitzar el transbordador Hermes (un programa de la llançadora francesa i europea abandonat el 1992). L'Ariane 5, de 52 metres d'alçada, pesava 718 tones per 1000 tones d'empenyiment, va experimentar un error amb el primer llançament el 4 de juny de 1996, a causa d'un problema de trajectòria que va obligar els responsables destruir el coet i els seus quatre satèl·lits en vol. Tot i això, l'Ariane 5 ha realitzat nombrosos llançaments, i va aconseguir una fiabilitat del 95%.

### Estació russa Mir
El projecte de l'estació espacial Mir va debutar el 1976, l'objectiu era establir una presència constant a l'espai. Va ser una gran estació construïda a l'espai, entre 1986 i 1996, al voltant d'un mòdul central derivat de la Saliut 7 i d'una esfera dotada de cinc punts d'acoblament. El programa es va cancel·lar el 1984, no només a causa de la competència del programa Buran, sinó també pels problemes de pes i un problema del seu sistema informàtic. Finalment, l'element central, es va dedicar a l'habitacle dels cosmonautes i les comunicacions, que va ser llançat el 20 de febrer de 1986 per un coet Protó. L'estació va ser considerada operativa el 6 de març de 1986, i la seva primera visita va tenir lloc el 13 de març del mateix any. El 6 de maig, la tripulació de la Mir va arribar a l'estació de la Saliut 7, encara en òrbita, van desmuntar part de l'equip i ho van portar a la nova estació el 25 de juny: aquest va ser el primer viatge entre dues estacions espacials. Es van afegir altres mòduls al nucli original de la Mir, cada equip que contenia material científic i equip divers:
- el mòdul d'astrofísica Kvant-1 (llançat el 31 de març de 1987);[S 82]
- el mòdul de recerca biològica i d'observació de la Terra Kvant-2 (llançat el 26 de novembre de 1989);[S 83]
- el mòdul de recerca tecnològica Kristall (llançada el 20 de maig de 1990);[S 83]
- el mòdul de geofísica Spektr (llançat el 20 de maig de 1995);[28][nota 29]
- el mòdul d'observació de la Terra Priroda (llançat el 23 d'abril de 1996).[28]

L'estructura final pesava 140 tones, amb un volum habitable de 380m³, i, per tant, era la més gran mai construïda. La presència d'aquesta estació espacial permetria l'inici del comerç constant: el transbordador americà va ser utilitzat per portar subministraments i tripulació (el seu primer acoblament es va dur a terme el 29 de juny de 1995), i la Mir va ser habitada pels equips de diversos països. D'altra banda, va resultar en 30 Soiuz, 22 càrregues Progress, 9 missions del transbordador transportant 84 astronautes diferents. L'estació va participar també en la primera gran publicitat espacial, quan el 1996, la societat Pepsi Cola va pagar un milió de dòlars per un desplegament d'un inflable gegant en forma de llauna a l'espai. Altres empreses van pagar per gaudir de l'estació com un mitjà de publicitat.
El febrer de 1997, es va produir un incendi en el Kvant 1; no hi va haver danys greus i la tripulació va romandre il·lesa. Però uns mesos més tard, el 25 de juny de 1997, una nau Progress es va estavellar accidentalment al mòdul Spektr en una prova: el mòdul es va despressuritzar i va perdre un panell solar. Irrecuperable, va ser condemnat al desastre.
L'estació es va considerar finalment massa antiga i exigent de manteniment. Els costos del programa eren massa alts per una Rússia en difícil situació econòmica, mentre estava compromesa en el programa de l'Estació Espacial Internacional amb un augment de pressupost.
Per tant, l'estació va ser desorbitada, i va caure a la Terra el 23 de març de 2001, entre Nova Zelanda i Xile.
Al final, la Mir va ser un gran èxit, un projecte internacional que va ser el primer pas cap a una presència constant de vida a l'espai: es va mantenir 5511 dies (15 anys) en òrbita, va ser habitada 4594 dies, per 88 cosmonautes diferents de dotze nacions, i va permetre realitzar més de 23.000 experiments científics.

### Despertar de la Xina

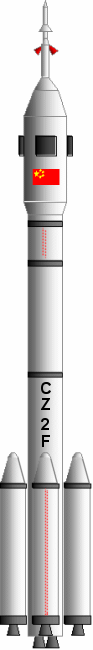
El coet Llarga Marxa.

El primer satèl·lit xinès, el Dong Fang Hong I, va ser llançat amb èxit el 24 d'abril de 1970 per un coet Chang Zeng (Llarga Marxa) dissenyat per Qian Xuesen. Com en l'Spútnik 1, aquest satèl·lit va transmetre per ràdio la cançó revolucionària L'Orient és roig. El llançador Llarga Marxa va funcionar prou bé perquè pugui ser utilitzat comercialment; el 7 d'abril de 1990, la Xina va signar el seu primer contracte comercial pel satèl·lit Asiasat-1.
A principis de la dècada de 1990, es va implementar un programa de vol tripulat, amb l'ajuda de Rússia: va ser dissenyada la nau espacial Shenzhou, inspirada per la russa Soiuz. Es compon d'un mòdul orbital (per als vols espacials), d'un mòdul de servei (que conté els motors i els equips), i un mòdul de descens (per la tornada a la Terra). El primer vol de la nau, sense tripulació, va tenir lloc el 20 de novembre de 1999 i va ser tot un èxit. Va ser seguit per tres altres vols de proves, tots també acabant amb èxit. El 15 d'octubre de 2003, el Shenzhou 5 es va enlairar amb Yang Liwei a bord, que va ser el primer taïkonauta (va efectuar 14 òrbites en 21 hores), i la Xina esdevé així el tercer país després dels Estats Units i Rússia en enviar un home a l'espai pels seus propis recursos. El Shenzhou 6 el va seguir dos anys després, i es va posar en òrbita amb dos tripulants, el 10 d'octubre de 2005. Un nou pas va ser el del 27 de setembre de 2008, quan els taïkonautes del Shenzhou 7, van efectuar amb èxit una sortida extravehicular.

### Japó
El 9 de setembre de 1975, el Japó va posar el satèl·lit Kiku en òrbita, a través del coet N-1 de la NASDA. Els èxits van continuar el 1970 i el 1990, entre d'altres, amb l'enviament al cometa de Halley, les sondes Sakigake i Suisei el 1986. El 1990, el primer japonès a anar a l'espai va ser el periodista Toyohiro Akiyama, en el qual, el canal de televisió TBS havia pagat una plaça a bord d'un Soiuz TM-11 i de l'estació Mir. Aquest fou el primer periodista a l'espai, va realitzar diverses emissions en directe. El segon japonès va ser Mamoru Mohri, un oficial astronauta de la NASDA, que va participar en la missió SpaceLab J.
Els èxits de les dècades de 1970-1980 va donar lloc a una sèrie de problemes als anys 1990, com el Nozomi, una sonda marciana que es va perdre en òrbita. Les diferents agències espacials van ser fusionades, per donar a llum el 2003 de l'Agència Espacial Japonesa (JAXA). Aquesta fusió va posar fi al projecte HOPE-X (H-II Orbiting Plane), que tractava d'un avió espacial japonès.

## Missions científiques

### Telescopis

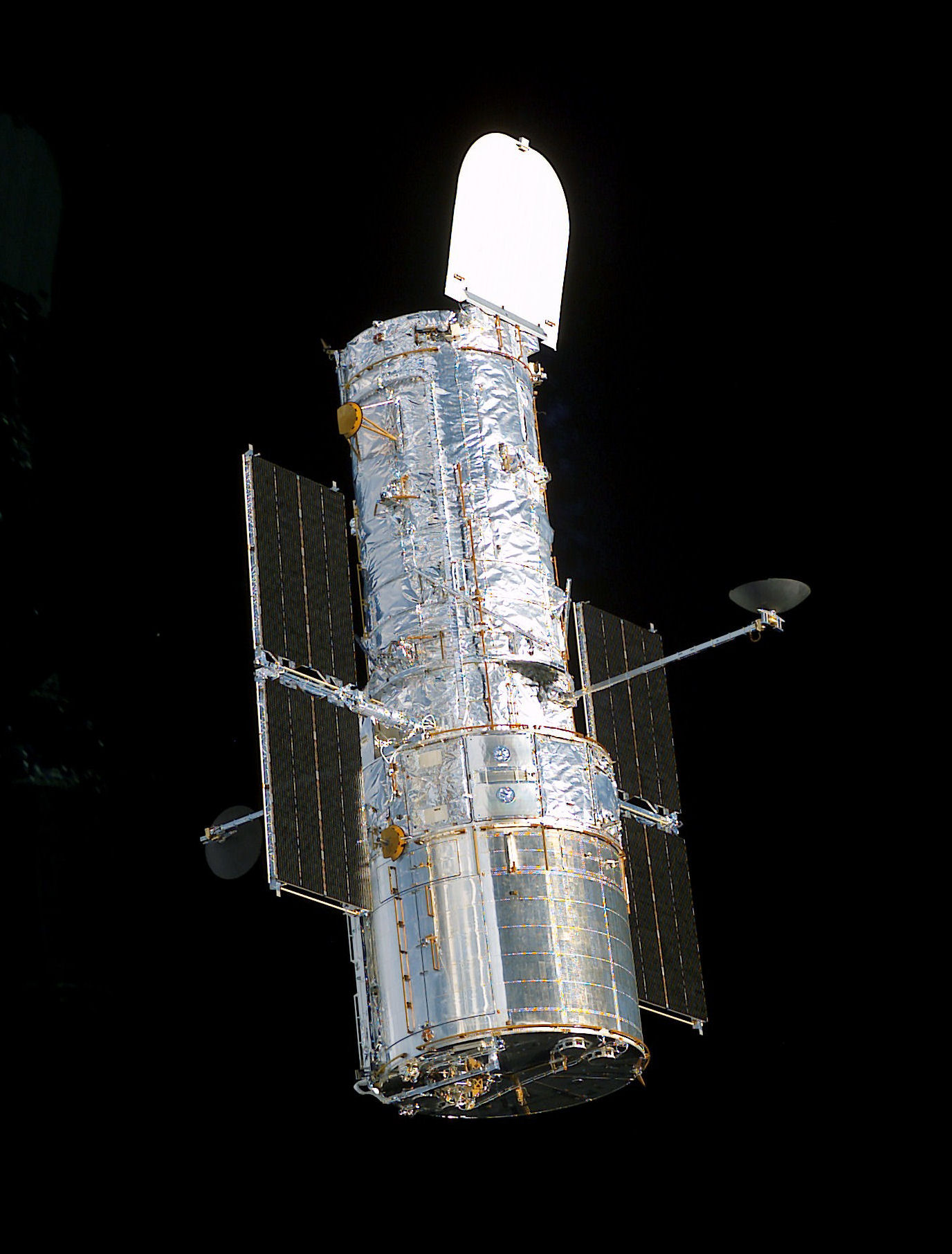
El telescopi espacial Hubble.

L'observació del cel des del terra és pertorbat per l'atmosfera, que fa perdre molta precisió de les imatges per desviació dels feixos de llum; els telescopis situats a l'espai són més eficaços. Molts instruments d'observació van ser enviats a l'espai; com la família de satèl·lits OAO, llançats entre 1966 i 1972, el segon exemplar va ser el primer observatori ultraviolat, primer el SAS-1, i llavors el SAS-2, llançats per la NASA el 12 de desembre de 1970 i el 15 de novembre de 1972, que van ser respectivament els primers telescopis de raigs X i gamma, IRAS (Infrared Astronomical Satellite), llançat el 25 de gener de 1983, va ser el primer telescopi infraroig.
El Hubble, del nom d'Edwin P. Hubble, és un gran telescopi espacial que observa en l'espectre de la llum visible, conceptualitzat per Lyman Spitzer, que és el resultat de l'associació entre la NASA i l'ESA (que hi col·laborà per 15%). Va ser posat en òrbita pel transbordador americà el 25 d'abril de 1990, les missions de manteniment posteriors estan proveïdes pel projecte (el satèl·lit va ser dissenyat per ser capaç de rebre nous instruments de detecció). Les primeres imatges van ser decebedores, ja que un problema de calibratge d'un mirall, va distorsionar la precisió. Afortunadament, a final de 1993, el Hubble va poder ser reparat en òrbita per la tripulació d'un transbordador; va ser una oportunitat per una sortida extravehicular de 6 a 7 hores, que va ser un rècord fins a 2009. El resultat de l'operació era obvi, i el Hubble va començar a proporcionar imatges espectaculars. La NASA ha descrit la missió com « haver revolucionat l'astronomia » i « han aportat imatges clares i una profunditat sense precedents ».
Van ser enviats a l'òrbita altres grans telescopis importants: el Chandra, dissenyat per a l'observació de raigs X, va ser llançat el 23 de juliol de 1999 pel transbordador americà, i el Spitzer (en homenatge a Lyman Spitzer), dissenyat per infrarojos, va ser llançat el 25 d'agost de 2003 per un coet Delta.

### Exploració de Mart

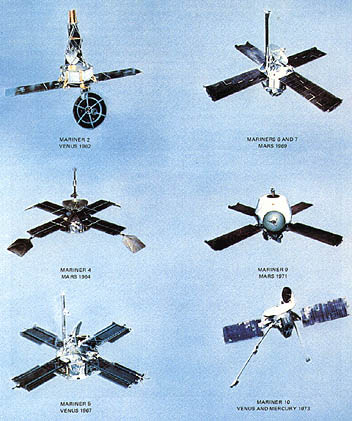
Les diferents sondes Mariner.

Mart va ser el blanc de moltes missions, però aquests eren sovint errors. Els soviètics van llançar diverses sondes, que totes van experimentar problemes i van acabar en fracàs: primer el Marsnik-1, llavors la Marsnik-2, llançades el 10 i 14 d'octubre de 1960, l'Spútnik 22 va ser llançat el 24 d'octubre de 1962, el Mars 1 va ser llançat l'1 de novembre de 1962, i l'Spútnik 24 va ser llançat el 4 de novembre de 1962 acabant totes en fracàs. Els Estats Units també van experimentar dificultats, amb el Mariner 3, llançat el 5 de novembre de 1964, que no podia separar-se l'última etapa del llançador.
Els primers èxits es van produir, el de 14 juliol de 1965: després del seu llançament, el 28 de novembre de 1964, la Mariner 4 va prendre 21 fotografies a 10.000 km de distància de Mart, i els seus instruments van revelar l'absència de camp magnètic, i una atmosfera més prima. Tot seguit, les Mariner 6 i 7 llançades el 24 de febrer i 27 de març, van prendre més fotografies sobre 3.400 quilòmetres de la surperfície del planeta, les quals van revelar, a diferència de les històries abundants de la ciència-ficció, que Mart és un desert.
Els soviètics, van continuar la seva sèrie de fracassos: la Zond 2, el 30 de novembre de 1964, llavors els orbitadors Mars-69 521 i Mars-69 522 llançats el 27 març i el 2 d'abril de 1969 van fallar les seves missions, seguides pel Cosmos 419, el 10 de maig de 1971.
Els únics èxits a Mart consistien només de sobrevols, pas que va donar la Mariner 9, llançada el 30 de maig de 1971, va començar a orbitar el 14 de novembre del mateix any, i és el primer satèl·lit artificial del planeta Mart. La sonda va permetre a la NASA descobrir tot el terreny del planeta, perquè les sondes anteriors només havien pogut veure'n una part: la Mariner 9 va descobrir alguns dels seus elements més característics com l'Olympus Mons, el volcà més alt del sistema solar, la Valles Marineris, amb grans canyons de 4.000 quilòmetres de llargada, i estructures geològiques que tendeixen a provar la presència d'aigua en una època determinada. Aquesta darrera pregunta, sobre l'aigua, romandrà en un llarg debat posterior.

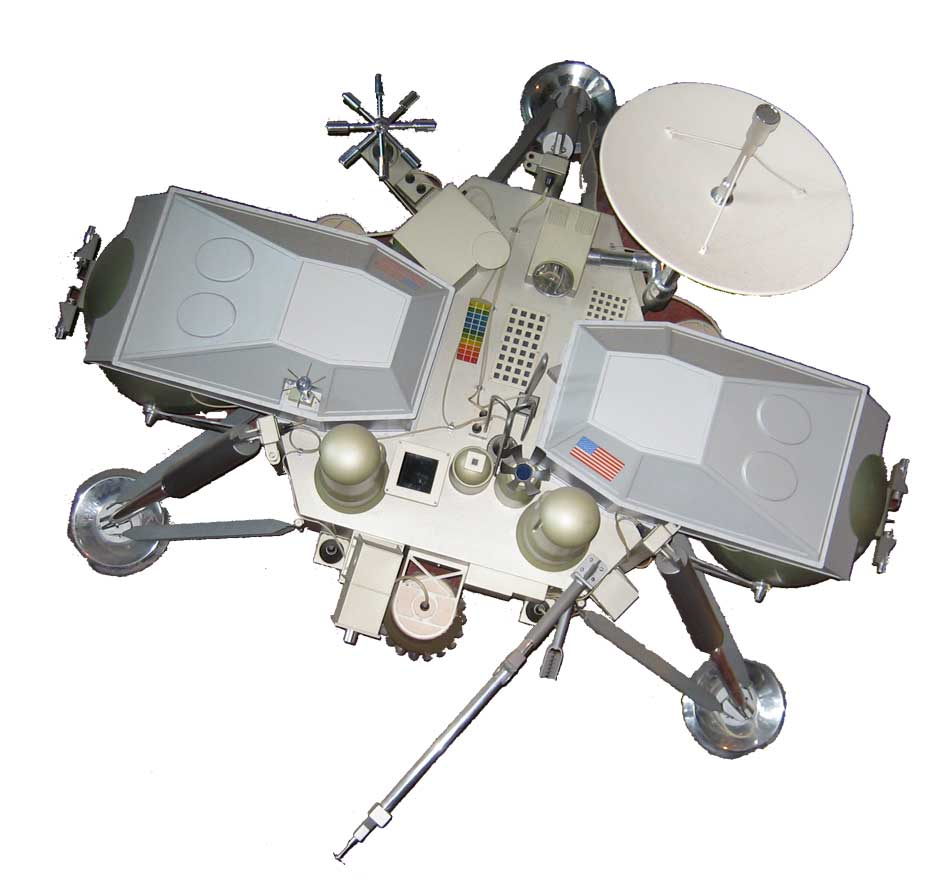
Model d'un mòdul d'aterratge Viking.

Els soviètics van experimentar alguns èxits: les sondes Mars 2 i 3, llançades el 19 i 28 de maig de 1971 van ser posades en òrbita, però els seus mòduls de descens van experimentar problemes: la Mars 2 es va estavellar, i la Mars 3 es va quedar en silenci 29 segons després de l'aterratge. Malgrat tot, la Mars 3 va ser la primera sonda a aterrar a sòl marcià, i els equips que es mantenien en òrbita, la Mars 2 i 3 van poder recollir dades. Les sondes següents, llançades el 1973, Mars 4, 5, 6 i 7 van ser totes considerades un fracàs per causes diverses: òrbites perdudes, problemes tècnics i pèrdues de comunicació. Més endavant, el 1988, es van enviar les missions de les sondes Fobos 1 i 2.
El següent pas lògic després d'orbitar, va ser el descens al planeta. Les sondes Vikings 1 i 2 van ser orbitadors equipats amb mòduls de descens carregats amb laboratoris científics. Es van llançar el 20 d'agost i 9 de setembre de 1975 i van ser posades en òrbita el 19 de juny i el 7 d'agost de 1976, i els mòduls de descens van tocar terra el 20 de juliol i el 3 de setembre de 1976, amb succés. Les fotografies, revelant detalls de l'ordre d'uns pocs centímetres, van permetre veure el color vermellós i pedregós del sòl marcià; es van aplicar diversos estudis, però els experiments biològics no van produir resultats concrets.

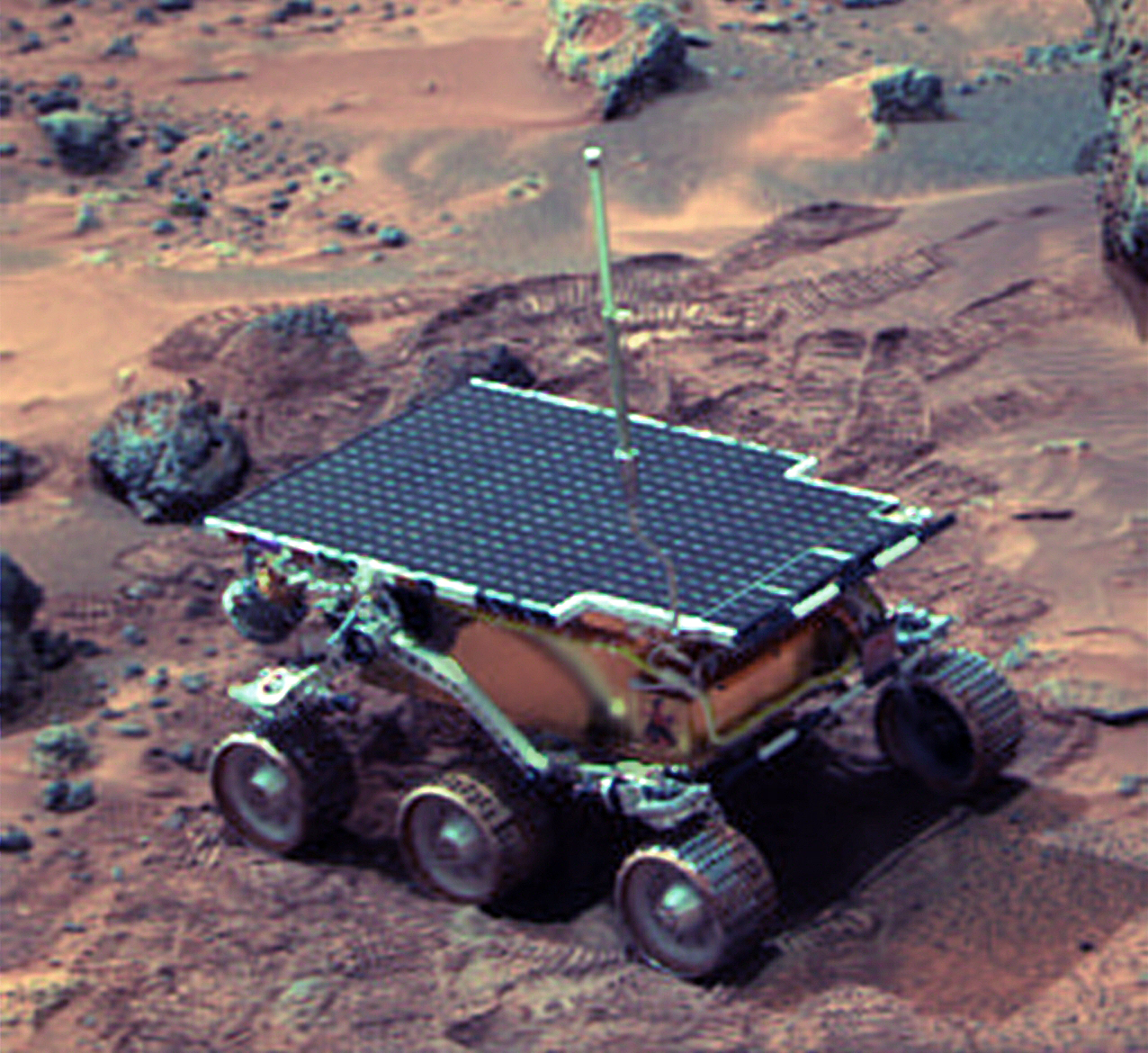
El robot Sojourner sobre Mart.

La dècada de 1980 i principis de la de 1990, va haver-hi poca activitat de missions marcianes; durant els anys 80, el programa del transbordador espacial va provocar retallades pressupostàries, causant l'aturada d'alguns projectes. La sonda americana Mars Observer, llançada el setembre de 1992, va ser un fracàs a causa d'una pèrdua de contacte de ràdio. Per la part russa, el 1996, la Mars 96, un projecte molt important, no podia escapar de la gravetat terrestre i va caure al Pacífic. El fracàs següent va ser el satèl·lit japonès Nozomi, que va navegar amb equip canadenc; i va experimentar una sèrie continuats problemes diferents que van portar al fracàs de la missió.
La segona meitat dels anys 1990, es va veure el començament d'una nova sèrie de sondes a Mart, i el principi del final de la « maledicció de Mart » i dels fracassos successius en les missions. El 4 de juliol de 1997, la sonda Mars Pathfinder, va aterrar sobre el planeta roig, i el seu robot mòbil d'exploració, el Sojourner va recórrer durant 83 dies marciants (o 81 dies terrestres), amb més duració que el previst originalment. Al mateix temps, el 12 de setembre de 1997, la Mars Global Surveyor va ser posada en òrbita; aquest va ser un altre èxit, pel fet que la sonda va poder enviar les seves dades durant set anys i mig, quan estava programada per a un any i mig. D'altra banda, els problemes no havien acabat; la Mars Climate Orbiter es va estavellar el 23 de setembre de 1999, causa de la confusió sobre la unitat de mesura utilitzada per controlar l'aterratge. La seva nau conjunta, la Mars Polar Lander es va perdre el contacte a partir del 3 de desembre del mateix any, quan va entrar en l'atmosfera de Mart. Les missions següents, la Mars Odyssey el 2001, llavors la Mars Express de l'ESA el 2003, van ser un gran èxit, i van trobar respectivament, grans quantitats d'hidrogen als pols, i metà a l'atmosfera.

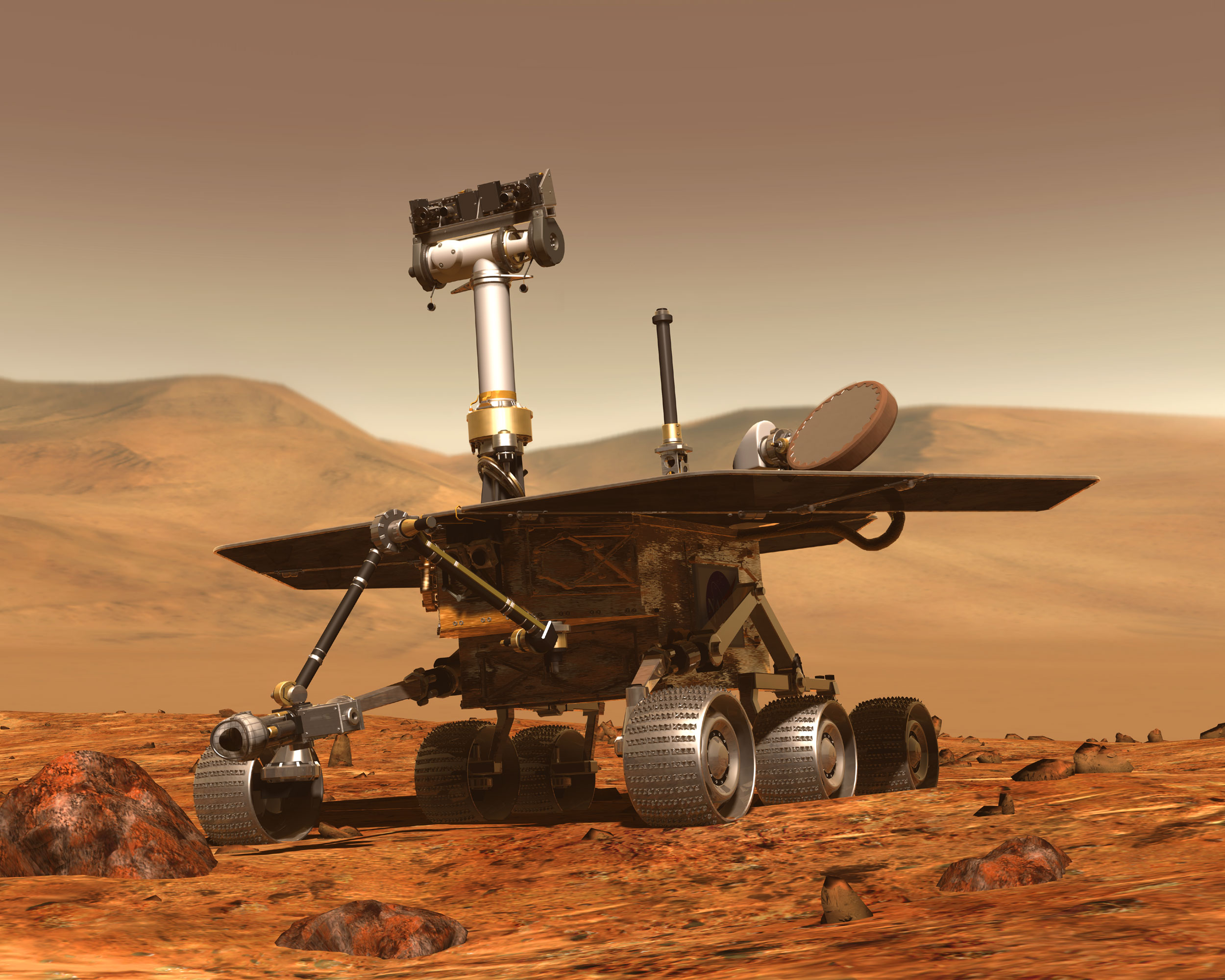
Il·lustració artística d'un Mars Exploration Rover.

Dos robots mòbils d'exploració (Mars Exploration Rover, MER), anomenats Spirit i Opportunity van ser enviats a Mart per la NASA, i van aterrar el 4 i 25 de gener de 2004; el seu propòsit era, entre altres coses, trobar rastres d'aigua. Malgrat els resultats poc concloents d'aquest punt, la missió va ser un èxit: els dos robots han funcionat durant més de quatre anys després de la seva arribada. El cost total de la construcció, llançament, amartatge i operació dels rovers en la superfície marciana durant els primers noranta dies, que era el temps estimat de durada de la missió (entre gener i abril de 2004), va comptar amb un pressupost de 820 milions de dòlars (aprox. 680 milions d'euro s). Tot i que el finançament es va ampliar fins al setembre de 2007.
El Spirit va ser donat per mort el 25 de maig de 2011, a causa del silenci de comunicació amb el robot des del 22 de març de 2010, després de 2.270 dies de treball, 2.180 més del que s'esperava, coincidint amb l'hivern a Mart. Se sospita que el robot no va poder completar la seva recàrrega dels panells solars. L'Opportunity va complir els 3000 sols marcians de servei sobre la superfície de Mart, 2 de juliol de 2012, i continua avui la seva missió multiplicant la seva durada per més de 30 vegades, respecte al programat inicialment. En reconeixement de l'enorme quantitat de valuosa informació científica obtinguda per ambdós rovers, s'han nomenat dos asteroides en el seu honor: (37452) Spirit i (39382) Opportunity.

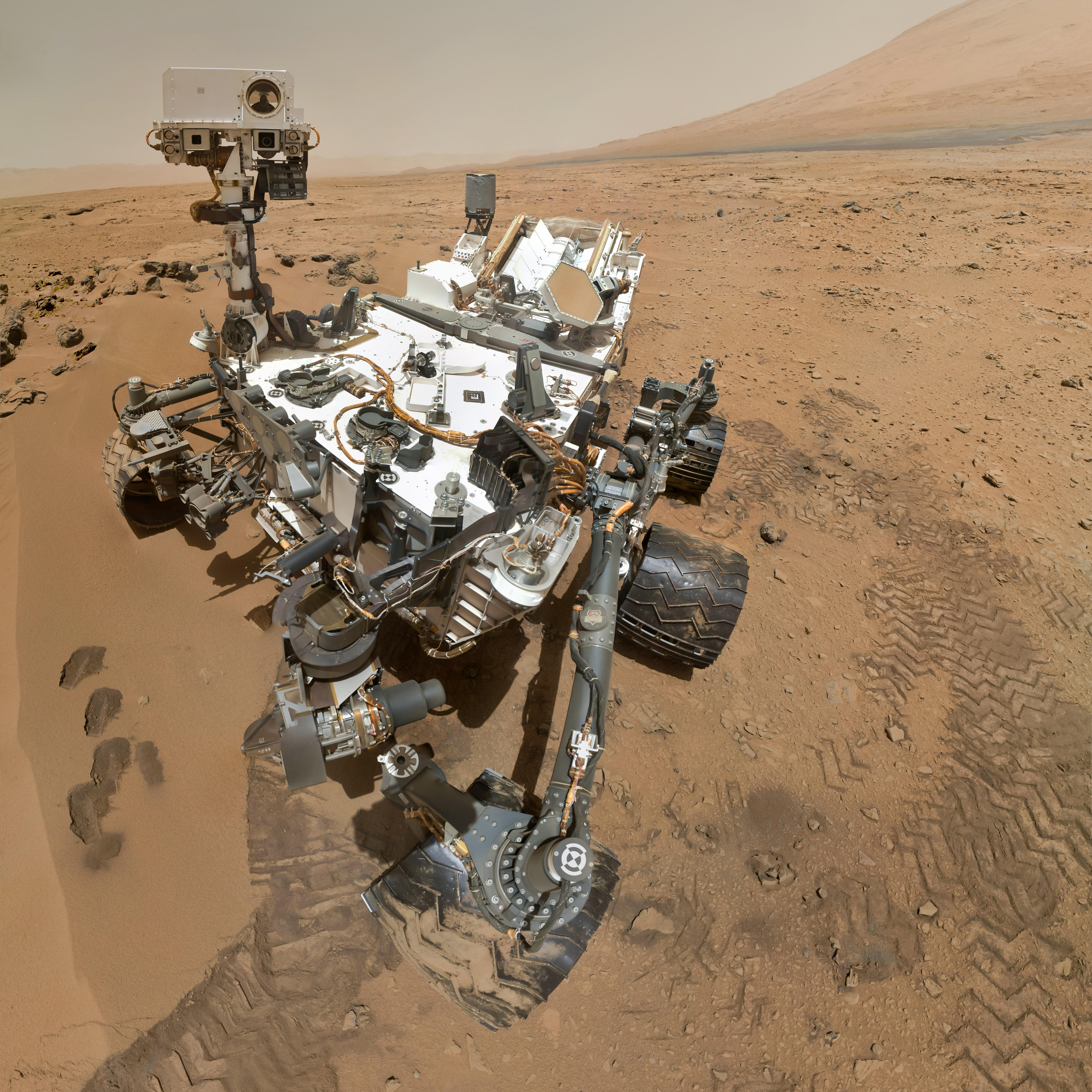
Mosaic autoretrat del Curiosity realitzat per 55 fotografies d'alta resolució en el cràter Gale durant el sol 84 del vehicle, 31 d'octubre de 2012.

El 26 de novembre de 2011, es va llançar de Cap Canaveral en direcció a Mart, la missió Mars Science Laboratory (MSL), amb l'astromòbil anomenat Curiosity. El lloc d'aterratge és al cràter Gale. Aquest robot és més de cinc vegades més pesat i porta més de deu cops el pes dels instruments científics transportats per l'Spirit o l'Opportunity,
que li permet portar 75 kg d'equipament científic, incloent-hi dos mini-laboratoris per analitzar els compostos orgànics i minerals, i un sistema d'identificació a distància de la composició de la roca basat en l'acció d'un làser. Els laboratoris integrats estan alimentats per un sofisticat sistema d'envàs i presa de mostres, incloent-hi un trepant. Per complir amb l'augment d'energia i superar les limitacions de l'hivern marcià i períodes nocturns, l'astromòbil utilitza un generador termoelèctric per radioisòtops, que substitueix als panells solars utilitzats en les missions anteriors d'aquest tipus. Finalment, es beneficia de programes avançats per navegar pel terreny marcià i fer tasques complexes que es presenten. El vehicle va ser dissenyat per travessar fins a 20 quilòmetres i pot pujar pendents de 45°. El MSL és la més ambiciosa missió interplanetària de la NASA en aquesta dècada, part del Programa d'Exploració de Mart («Mars Exploration Program») de la NASA, un esforç a llarg termini d'exploració robòtica de Mart, i és un projecte administrat pel Jet Propulsion Laboratory de la NASA.
Per reemplaçar la Mars Global Surveyor, la Mars Reconnaissance Orbiter (MRO) va ser llançada el 12 d'agost de 2005, equipada amb una càmera d'alta precisió, radar i espectròmetres. És una nau espacial multipropòsit amb l'objectiu d'avançar en el coneixement de Mart amb una observació detallada, per examinar potencials zones d'aterratge per a futures missions a la superfície i per servir d'estació de retransmissió de dades d'alta velocitat per a missions futures.

## Actualitat i futur
Més enllà de l'esperit original de la conquesta, el vol espacial és ara un sector comercial, independentment dels programes governamentals als anys 1950-1970. Com per exemple, Arianespace, el principal operador comercial amb prop del 60% del mercat, és privat, i el seu coet Ariane 5 competeix amb els llançadors nord-americans (Atlas i Delta), els russos (Proton), i els xinesos (Llarga Marxa).

### ISS

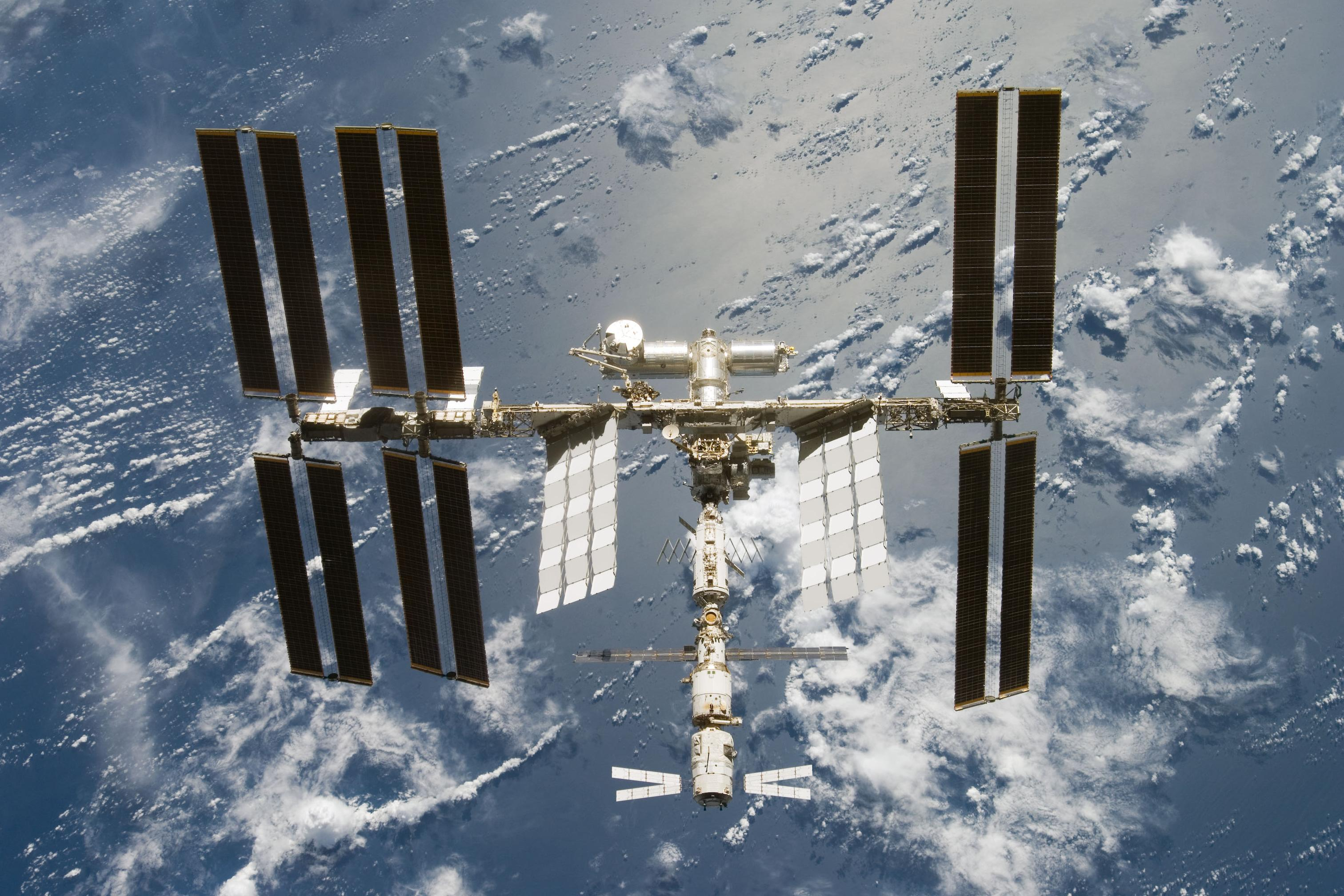
L'ISS en el 2008.

L'Estació Espacial Internacional (ISS en anglès) és el fruit d'un llarg treball entre diferents països. Està basat en el programa americà de l'estació espacial Freedom, iniciat el 1994, al qual es van sumar l'ESA, i diferents països com el Canadà i el Japó. El projecte, enorme al principi, va ser revisat i simplificat sovint a causa de qüestions de costos, i els problemes de seguretat pels accidents dels transbordadors americans. El 1993, l'administració Clinton va dividir el pressupost en dos, el nom de l'estació es va anomenar Alpha, i el projecte va estar acompanyat pels russos. El 1997, el Brasil es va afegir als membres del projecte, que va canviar el seu nom pel d'ISS (Estació Espacial Internacional). La construcció de l'estació, va estar dissenyat de manera modular com la Mir, van caldre molts llançaments i missions de muntatge (els llançaments van ser a càrrec de coets russos Protó i del transbordador americà); els subministraments eren assegurats per la nau russa Progress, les tripulacions eren transportades a l'estació per les naus Soiuz. El mòdul central Zarya va ser llançat el 20 novembre de 1998. Llavors, el mòdul Unity (que serveix com un node d'acoblament) va ser transportat pel transbordador el 4 de desembre de 1998. Després van seguir el mòdul Sveda, acoblat el 25 de juliol de 1999, la Destiny, el 7 de febrer de 2001, un braç manipulador anomenat Canadarm2 el 19 d'abril de 2001, el mòdul Quest el 12 de juliol de 2001 o la Pirs el 10 d'agost de 2001. Com també van ser enviats altres mòduls, parts estructurals, panells solars, etc. El 2 de novembre de 2000 va tenir lloc la primera missió de permanència.
L'accident del Columbia va comportar un retard en el muntatge de l'estació que s'estima a quatre anys), perquè els membres no van ser capaços de compensar els altres llançaments, i perquè els EVAs necessaris als muntatges resultaven més fàcils amb el transbordador.
L'estació ha estat contínuament ocupada durant 24 anys i 265 dies, superant el rècord anterior de gairebé 10 anys (o 3.634 dies) de la Mir, el 2010. L'estació és mantinguda per naus espacials Soiuz, Progress, el vehicle de transferència automatitzat, el vehicle de transferència H-II, i anteriorment pel Transbordador Espacial. Ha estat visitada per astronautes i cosmonautes de 15 països diferents. El 25 de maig de 2012, Space Exploration Technologies Corporation (o SpaceX) va esdevenir la primera empresa privada en enviar un carregament, a través de la nau espacial Dragon, cap a l'estació.

### Vol espacial turístic
El turisme espacial era una fantasia en l'època anterior i en els inicis dels vols espacials. Les estacions espacials, els viatges a la Lluna o els planetes amb transbordadors o naus comercials, sovint omplien els llibres de ciència-ficció. Les primeres persones després d'haver viatjat a l'espai havien de pagar uns 20 milions de dòlars, en Space Adventures. Aquesta empresa nord-americana tenia un contracte amb l'Agència Espacial Russa per permetre que individus rics, puguin ser membres de la tripulació de la Soiuz visitant l'Estació Espacial Internacional. Dennis Tito va ser el primer turista espacial, el 28 d'abril de 2001, i va passar set dies i 22 hores en òrbita; Mark Shuttleworth, l'abril de 2002, va ser el primer africà en viatge a l'espai. En total, es van realitzar set vols, per a sis turistes (Charles Simonyi va estar en dos viatges).
A partir de la dècada dels 2000, es van anar desenvolupant projectes d'avions o naus espacials, dissenyats i gestionats per empreses privades. El premi Ansari X Prize, va ser una recompensa promesa a la primera empresa privada d'enviar amb èxit a l'espai a diverses persones, que va ser guanyat el 2004 per Virgin Galactic, la companyia que va dissenyar el SpaceShipOne; competien unes altres 25 companyies. Mentre que molts d'aquests projectes han fracassat, altres han estat creats, com la nau New Shepard de l'empresa Blue Origin. Virgin Galactic, va preparar el SpaceShipTwo per a una comercialització, que a partir del 2009 ven bitllets de vol per 200.000 USD.

### Retorn a la Lluna, viatge a Mart i altres missions

Il·lustració artística del mòdul lunar Altaïr

Georges W. Bush va anunciar el 14 de gener de 2006, el programa Constellation, un ambiciós projecte d'exploració espacial que projectava especialment un retorn de l'home a la Lluna pel 2020, aquesta vegada, amb la instal·lació d'una base permanent i, pel 2030, un futur aterratge a Mart. La base lunar seria situada al pol sud, que és un dels punts més constantment il·luminats, i amb les diferències de temperatura menys fortes (-30°c de mitjana) i la presència de gel d'aigua com a font de carburant per als coets. La base comprendria d'una zona habitable, un observatori, plafons solars i reserves d'energia. La construcció d'aquesta base, demanaria la cooperació internacional, amb l'objectiu de fer un prova de les tècniques, en vista d'una missió marciana, una explotació econòmica de la Lluna i d'augmentar els coneixements científics. Els vehicles espacials utilitzats serien l'Orion i el mòdul d'accés a la superfície lunar. El programa va ser finalment cancel·lat pel president Barack Obama, l'11 d'octubre de 2010. Però el mateix any, en vers la finalització del programa del Transbordador Espacial i la cancel·lació del Constellation, la NASA va projectar la transformació dels dissenys dels vehicles Ares I i Ares V en un sol vehicle de llançament, anomenat Space Launch System (SLS), utilitzable tant per a tripulació com per a càrrega. El vehicle de llançament SLS s'actualitzarà eventualment amb versions més potents. En la seva versió inicial sense una etapa superior enlairaria una càrrega útil de 70 tones a l'òrbita. La versió final del sistema inclou una plataforma d'enlairament orbital (Earth Departure Stage o EDS) que enlairaria 130 tones mètriques, convertint-lo en el vehicle espacial més portent mai creat. El SLS consistiria portar els astronautes i maquinari a destinacions d'objectes propers a la Terra en l'espai profund com podria ser asteroides, punts de Lagrange, la Lluna, i Mart. El SLS també podria realitzar viatges a l'Estació Espacial Internacional, si fos necessari. El programa del SLS es va integrar en el programa Orion de la NASA, proporcionant un vehicle tripulat multipropòsit.
D'altra banda, el novembre de 2005, la Xina va anunciar un programa d'exploració lunar, amb una primera missió pel 2017.
El Japó va declarar instal·lar una base lunar pel 2030. L'Índia no es vol quedar enrere i després del seu satèl·lit d'observació, el Chandrayan 1, hauria d'enviar sondes d'exploració robòtiques.
La Xina també planeja utilitzar la Lluna com un objectiu per al seu pròxim repte espacial: el programa Chang'e contempla l'exploració del satèl·lit amb l'ús de robots i orbitadors, el retorn de mostres a la Terra, i l'enviament de persones. La primera nau espacial del programa, l'orbitador lunar no tripulat Chang'e 1, va ser llançat amb èxit des del Centre espacial de Xichang el 24 d'octubre de 2007, atès que es va retardar la data inicial prevista del 17– al 19 d'abril de 2007. Una segona nau no tripulada, el Chang'e 2, va ser llançada amb èxit l'1 d'octubre de 2010. El Chang'e 3, el primer astromòbil lunar xinès, està previst per ser llançat el 2013. Hi ha plans per realitzar una expedició tripulada pel 2025-2030.

### Japó
El Japó va llançar la sonda Hayabusa en direcció a l'asteroide (25143) Itokawa, en què va aterrar el 2005. Malgrat el fracàs d'una part de la seva missió (un problema amb el mini-robot), la sonda va portar de tornada les mostres de l'asteroide cap a la Terra el 2010.
La JAXA ha participat en l'Estació Espacial Internacional, amb la creació de mòdul JEM Kibo, el mòdul més gran de l'estació, que va ser muntat el 2008, i va ser completat el 2009. L'agència, va col·laborar amb l'ESA, per la missió científica a Mercuri, el BepiColombo.